# Панк-рок
Панк-рок (или просто панк; англ. punk rock) — жанр рок-музыки, сформировавшийся к середине 1970-х годов на территории США, Великобритании и Австралии. Истоки жанра проистекают из гаражного рока 1960-х, а также других музыкальных форм, ныне известных как протопанк. С самого начала представители жанра противопоставляли себя помпезности мейнстримного рока 1970-х: как правило, панк-группы записывали короткие, очень динамичные песни с резкими мелодиями и грубым вокалом, минимальным набором аппаратуры, а также социальными и политизированными текстами, направленными против истеблишмента. Одной из ключевых особенностей панка была DIY-идеология; многие исполнители самостоятельно продюсировали свои записи и распространяли их собственными силами или через независимые лейблы.
Впервые «панк» был использован в качестве музыкального термина в начале 1970-х. Его стали употреблять некоторые американские критики для описания гаражных групп и их поклонников. К концу 1976 года ряд исполнителей — New York Dolls, Television и Ramones из Нью-Йорка, Sex Pistols, The Clash и The Damned из Лондона — стали считаться авангардом нового музыкального движения. Годом позже жанр обрёл международную популярность и стал важным культурным явлением в Соединённом Королевстве. По большей части, панк-рок оставался в нише локальных андеграундных сцен, которые, как правило, избегали контакта с мейнстримом. В связи с популярностью жанра вокруг него возникла собственная субкультура, выраженная в протестной идеологии (юношеские бунты), отличительном стиле одежды и украшений (футболки с нецензурными принтами, кожаные куртки, различные шипованные аксессуары и одежда в БДСМ-стиле), а также антиавторитарной философии, выраженной в конфронтации с истеблишментом и этике непродажности.
К началу 1980-х в панк-роке стали преобладать более динамичные и агрессивные стили, такие как хардкор (Black Flag) и стрит-панк (Exploited). Музыканты, вдохновлённые панком или отождествлявшие себя с ним, также внесли вклад в расширение спектра его поджанров — став предтечей для появления постпанка и альтернативного рок-движения. Благодаря росту интереса к андеграундной музыке среди публики и стремлению к коммерциализации жанра со стороны мейджор-лейблов, к концу 1990-х панк-рок стал частью мейнстрима. В тот период большого успеха добились исполнители поп-панка — Green Day, The Offspring и Blink-182, — записи которых продавались многомиллионными тиражами.

## Характеристика

### Философия

Дебютный альбом группы Ramones стал, по своей сути, музыкальным «шаблоном панка». В свою очередь, его обложка стала таким же сильным эталоном влияния на всю визуальную часть жанра

Дистанцируясь от напыщенности и сентиментальности раннего рока 1970-х годов, первая волна панк-рока была агрессивно современной. По словам барабанщика группы Ramones Томми Рамона: «В своём первозданном виде многие вещи [1960-х] были новаторскими и увлекательными. К сожалению, люди, которые и в подмётки не годились музыкантам вроде Хендрикса, начали пытаться лабать что-то подобное. Вскоре у нас была куча бесконечных соло, которые вели в никуда. К 1973 году я понял, что миру нужен чистый, бескомпромиссный рок-н-ролл, без всякой ерунды». Джон Холмстром, главный редактор журнала Punk, вспоминал: «Панк-рок должен был появиться потому, что рок-сцена стала настолько беззубой, что рок-н-роллом стали называть [музыкантов] вроде Билли Джоэла и Саймона и Гарфанкала, хотя для меня и других фанатов, рок-н-ролл означал дикую и протестную музыку». В свою очередь, критик Роберт Кристгау отмечал, что: «Также это была субкультура, которая пренебрежительно отвергала политический идеализм и глупые мифы калифорнийских хиппи, вроде силы цветов».
Жанр быстро обрёл последователей за счёт технической доступности и DIY-идеологии. Появлению панк-рока способствовал британский паб-рок начала 1970-х (1972—1975 годы), который развил сеть небольших концертных площадок, таких как пабы, где могли выступать немейнстримные группы. Также этот жанр стал катализатором идеи независимых звукозаписывающих лейблов, таких как Stiff Records, на которых издавались первые записи за небольшую себестоимость. Паб-рок-группы организовывали гастрольные туры и выпускали свой материал небольшими тиражами. В первое время, панк-рок-этика DIY резко контрастировала с показушной музыкальной помпезностью и исполнительским мастерством многих мейнстримовых рок-групп. По мнению Холмстрома, панк-рок был «рок-н-роллом для людей, не обладающих высокими музыкальными навыками, но всё же нуждающихся в потребности к самовыражению через музыку». В декабре 1976 года английский фэнзин Sideburns опубликовал ставшую знаменитой иллюстрацию трёх аккордов, озаглавленную «Это аккорд, это другой, а это третий. Теперь создавай группу». В свою очередь, название сингла нью-йоркского коллектива The Stimulators — «Loud Fast Rules!» (рус. Громче, быстрее, круче!), стало своеобразным музыкальным лозунгом панка.
Некоторые ведущие фигуры британского панк-рока публично отвергли не только современный мейнстримовый рок и связанную с ним поп-культуру, но и своих знаменитых предшественников: «Нет Элвису, Битлам или Стоунз в 1977 году» — декларировали музыканты группы The Clash в одноимённой песне. Годом ранее в Британии началась панк-рок-революция под слоганом «Year Zero», подразумевавшим «обнуление» всего, что было до этого в музыке и культуре. Однако, когда ностальгическая тема поутихла, многие панк-исполнители стали придерживаться нигилистической философии, подытоженной слоганом Sex Pistols «No Future» (рус. У тебя нет будущего); по словам одного из очевидцев тех событий, среди безработицы и социальной напряжённости 1977 года, «нигилистическое чванство панк-рока было самой захватывающей вещью в Англии». Тем не менее представители этого жанра не навязывали какого-то единого мировоззрения, так среди «пьяных» (англ. «drunk punks») и «подзаборных панков» (англ. «gutter punks») была распространена идеология «добровольного отчуждения», что шло вразрез с «леворадикальным утопизмом» таких коллективов, как Crass, которые находили позитивный, освободительный смысл в панк-движении. Фронтмен группы The Clash Джо Страммер так описал связующую философию панка: «Панк-рок должен быть нашей свободой. Мы должны делать то, что захотим».
Вопрос аутентичности очень важен в панк-субкультуре — уничижительный термин «позёр» применяется к тем, кто ассоциируется с панком и принимает его стилистические атрибуты, но считается, что он не разделяет или не понимает его основные ценности и философию. По мнению музыкального эксперта Дэниела С. Трэбера, «добиться аутентичности в панке зачастую весьма трудно»; он отмечал, что по мере становления панк-сцены «позёрами назвали абсолютно всех».

### Музыкальные и тематические элементы

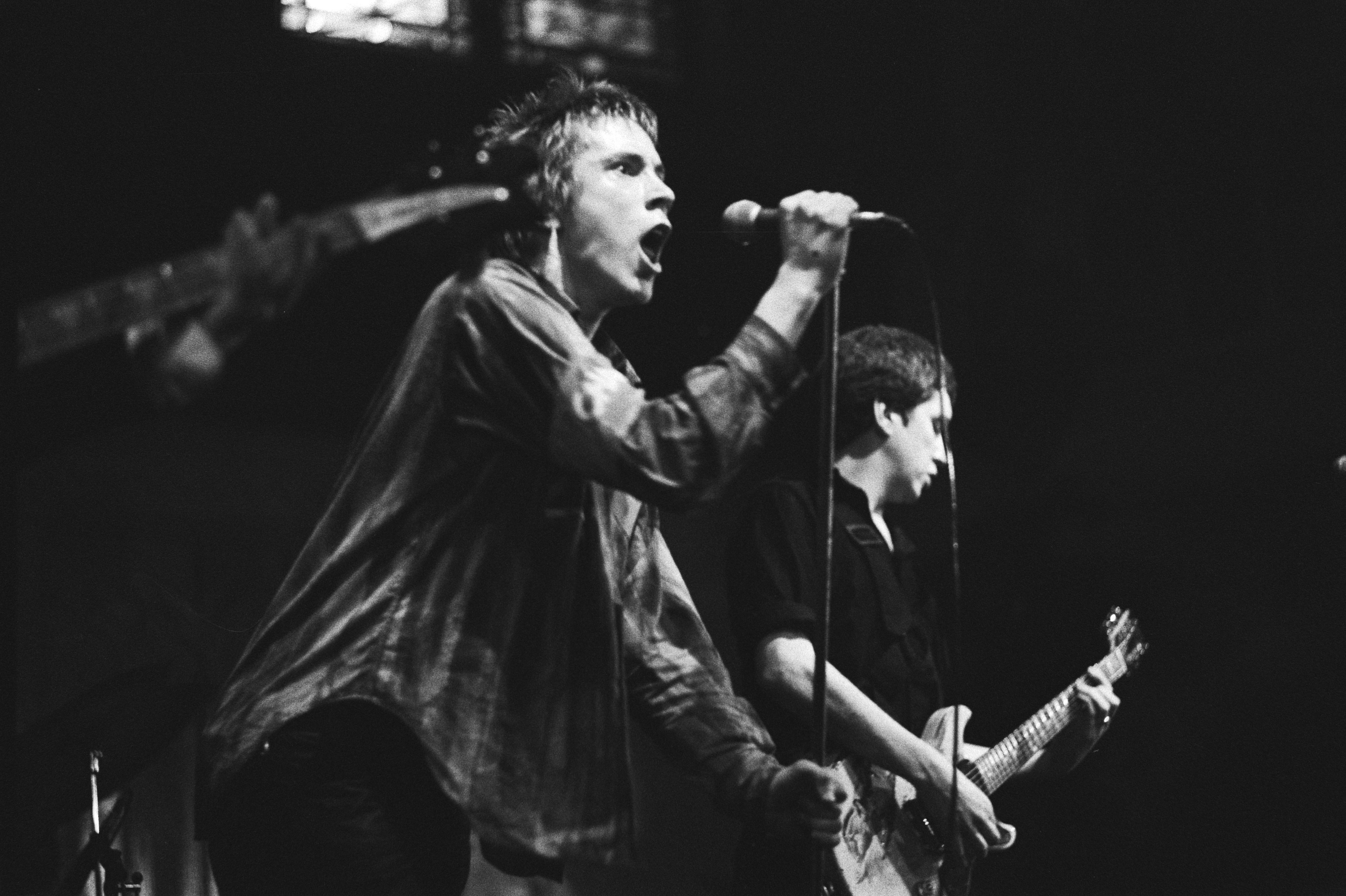
Джонни Роттен и гитарист Стив Джонс из британской группы Sex Pistols

Панк-группы часто использовали простые музыкальные структуры и аранжировки в духе гаражного рока 1960-х. Типичный панк-коллектив включал в себя одного-двух гитаристов, басиста, барабанщика и вокалиста. Хронометраж песен, как правило, был короче, чем у мейнстримовых исполнителей, они исполнялись в быстром, «бешеном» темпе — под влиянием творчества Ramones. Несмотря на это, большинство ранних панк-композиций сохранили традиционную «рок-н-ролльную» формулу — «куплет-припев-куплет», а также музыкальный размер «4/4». Тем не менее более поздние представители жанра зачастую отказывались от этого формата. По словам публициста Стивена Блаша (англ. Steven Blush): «Sex Pistols были всё ещё рок-н-роллом… эдакой сумасшедшей версией Чака Берри. Однако хардкор был радикальным шагом в новом направлении. Это уже был не куплетно-припевный рок-н-ролл. Он перевернул представление о процессе сочинения песен. Это была его собственная форма».
Панк-рок имеет ряд характерных музыкальных особенностей. Так, зачастую вокал исполняется техникой скриминга (особенно характерно для хардкора), иногда песни поются «гундося». Также встречаются изменения в интонации, высоте или громкости голоса вокалиста. «Хриплый, грубый» вокал в панк-роке резко контрастировал с «мелодичным и изящным» пением в мейнстримовом-роке. В панк-среде распространено пренебрежительное отношение к сложным гитарным соло — они считаются самоуничижительными и ненужными, музыканты предпочитают использовать простые гитарные проигрыши. Довольно часто гитарные партии содержат сильно искажённые пауэр/баррэ-аккорды, создающие характерный звук, описанный Кристгау как «жужжание циркулярной пилы». Тем не менее, как и во многих других аспектах, звучание панк-рока у различных представителей жанра не было единообразным: некоторые коллективы исполняли музыку в духе сёрф-рока, с более лёгким, тонким гитарным стилем. Другие, такие как Роберт Куайн, ведущий гитарист The Voidoids, играли в агрессивной гонзо-манере, основанной на технике The Velvet Underground и Айк Тёрнер. В свою очередь, функция бас-гитариста часто заключалась в исполнении незамысловатых ритмов; самым распространённым стилем был повторяющийся непрерывно ритмический рисунок, хотя некоторые басисты — Майк Уотт из групп Minutemen и Firehose — делали акцент на более техничных басовых проигрышах. Из-за высокой скорости песен бас-гитаристы предпочитают использовать медиатор, вместо перебора струн пальцами. По сравнению с другими рок-направлениями, в панке делают гораздо меньший акцент на синкопе. Как правило, перкуссия звучит тяжело и сухо, часто ударная установка имеет минимальную конфигурацию. Между тем для хардкора характерна скорость и агрессивность барабанных партий. Как правило, техническая обработка музыки перед выпуском записи минимальная, треки записываются на домашних магнитофонах или простых портативных студиях. Типичная цель андеграундных музыкантов — добиться реалистичного и естественного звучания материала, отражающего аутентичность «живого» исполнения.

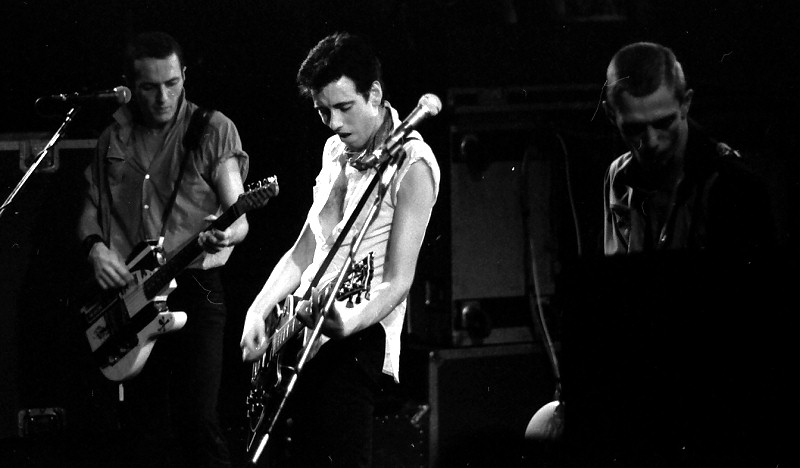
Группа The Clash выступает на концерте

По сравнению с другими популярными музыкальными жанрами, панк-тексты откровенны и конфронтационны, они часто затрагивали социальные и политические проблемы. Одной из основных целей панк-музыки было оскорбление и шокирование мейнстрима. Такие композиции, как «Career Opportunities» (The Clash) и «Right to Work» (Chelsea) отражали насущную ситуацию в стране и имели злободневный контекст, фокусируясь на темах безработицы и мрачных реалиях городской жизни. В своих композициях «Anarchy in the U.K.» и «God Save the Queen» группа Sex Pistols открыто унижала британскую политическую систему и социальные нравы. В свою очередь, «Love Comes in Spurts», записанная группой Richard Hell and the Voidoids, затрагивала вопросы гендерных отношений и секса без обязательств. Распространённой являлась проблема аномии, которой были посвящены песни Ричарда Хэлла «Blank Generation» и «Now I Wanna Sniff Some Glue» группы Ramones. По мнению основателя фэнзина Search and Destroy В. Вэйла: «Панк был абсолютной культурной революцией. Он был хардкорной конфронтацией с тёмной стороной истории и культуры, правыми образами, сексуальными табу, он ворошил их, предыдущие поколения не делали этого столь дотошно». Тем не менее многие панк-песни были посвящены традиционным рок-темам: флирту и расставанию с девушками, отдыху с друзьями. Такой подход демонстрировал классический трек Ramones «I Wanna Be Your Boyfriend». Впоследствии такие темы стали характерными и для жанра поп-панк.

### Визуальные элементы

Группа The Voidoids, 1977 год: Ричард Хэлл носил короткие, вздыбленные волосы и рваную одежду, что было первоначальным признаком панк-моды. Марк Бэлл носил футболку с небрежно нанесённым принтом-логотипом группы. Фото Боба Груэна

Классический образ американского панк-рокера включал футболку, мотоциклетную куртку и джинсовый ансамбль в стиле музыкантов рокабилли и британских рокеров 1960-х. На обложке дебютного альбома группы Ramones (1976) — снимок фотографа Роберты Бейли, на нём изображены основные элементы стиля, который стал иконой для подражания среди панков, а также рок-исполнителей в целом.
Более андрогинный и хулиганский образ Ричарда Хэлла — популяризатора английской булавки — был главным источников вдохновения для менеджера Sex Pistols Малькольма Макларена и, в свою очередь, для визуального стиля всего британского панк-рока. Тем не менее модельер Вивьен Вествуд, коллега Макларена, приписывала первое использование английских булавок Сиду Вишесу и утверждала, что Джонни Роттен был первым британским панком, который разорвал футболку на сцене. Хотя немногие из поклонников панк-сцены могли себе позволить купить дизайнерские работы Макларена и Вествуд, они стали известны широким массам благодаря успеху Sex Pistols и внесли существенный вклад в развитие и разнообразие панк-стиля. Женская панк-мода также разрушала устоявшиеся стереотипы рока и блюза: стили варьировались от небрежных, андрогинных нарядов (Патти Смит) до бондажной одежды (Сьюзи Сью). Со временем распространёнными элементами панк-стиля как среди музыкантов, так и среди фанатов, стали татуировки, пирсинг, а также металлические и шипованные аксессуары — «рассчитанные на то, чтобы беспокоить и возмущать». Среди других характерных аспектов панк-движения — причёска, которая является важным средством демонстрации свободы самовыражения. Изначально типичная мужская причёска представляла собой короткую и неряшливую стрижку; позже появился ирокез, который стал характерным и узнаваемым элементом стиля. Наряду с ирокезом, одним из характерных элементов панк-рока считается причёска в виде длинных шипов. В свою очередь, многие представители хардкор-сцены использовали в своём имидже внешние атрибуты субкультуры скинхедов.

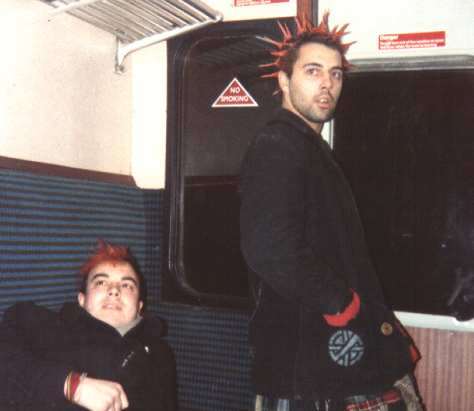
Британские панки в метро, 1986 год

Сценическое поведение мужчин-панков не сильно отличалось от классического амплуа мачо, распространённого среди рок-музыкантов. Однако женские представительницы жанра более чётко дифференцировали свой стиль со смежными рок-сценами. По мнению эксперта Джона Строма, сделав это, женщины создали типаж, традиционно считающийся мужским: «Они адаптировали грубый, неженственный имидж, который больше позаимствовал у амплуа „мачо“ из гаражного рока 60-х, нежели у выверенного образа „плохой девчонки“ из групп вроде The Runaways». Публицист Дэйв Лэнг отмечал, что басистка Гэй Адверт адаптировала элементы моды, ассоциирующиеся с музыкантами-мужчинами, специально для того, чтобы создать намеренно асексуальный сценический образ. Лэнг фокусировался на более инновационных и сложных сценических образах, представленных в дестабилизирующем прежние эротические типажи подходе Сьюзи Сью, Ари Ап (The Slits) и Поли Стайрин (X-Ray Spex).
Отсутствие выраженной ритмической доли в панк-музыке стало причиной нетипичных танцевальных элементов, ставших характерными для данного жанра. Классическим панк-танцем считается пого, популяризацию которого в Британии приписывают Сиду Вишесу. Он же считается создателем танца, поскольку ещё до присоединения к Sex Pistols, присутствуя в качестве зрителя на одном из их концертов, станцевал пого. В свою очередь, для хардкор-движения характерны элементы моша и слэма. Отсутствие традиционных танцевальных ритмов являлось центральным фактором в ограниченном коммерческом влиянии панк-рока на мейнстрим.
Стирание барьера между музыкантами и аудиторией занимает центральное место в концертной этике панка. Активное участие фанатов — важный элемент каждого шоу; во время первой волны панк-движения это происходило в конфронтационной манере, соответствующей бунтарскому духу панка. Так, британские группы Sex Pistols и The Damned намеренно оскорбляли и всячески провоцировали аудиторию, чтобы добиться эмоциональной реакции. Дэйв Лэнг выделял три основные формы реакции аудитории на подстрекание: бросание банок из-под пива в музыкантов, вторжение на сцену и плевки или так называемый «гоббинг». В хардкор-среде вторая стадия часто является прелюдией к стэйдж-дайвингу. Помимо множества фанатов, формировавших свои панк-группы или присоединявшихся к существующим, зрители также являлись важным элементом движения — в Британии издавались множество любительских периодических изданий, посвящённых панк-року. По словам Лэнга, панк «был первым музыкальным жанром, который порождал фэнзины в крупных масштабах».

### Этимология и классификация
В период между XVI и XVIII веками слово «панк» в среде простолюдинов употреблялось в качестве бранного синонима «проститутки». Уильям Шекспир использовал его в этом значении в пьесах «Виндзорские насмешницы» (1602) и «Мера за меру» (1603—1604, опубликовано в 1623 году в «Первом фолио»). Впоследствии этот термин стал использоваться для описания «молодого мошенника, гангстера, жулика или хулигана». Легс Макнил объяснял: «Если вы смотрели по телевизору полицейские шоу — „Коджак“, „Баретта“ — когда полицейские наконец-то ловили убийцу, они восклицали: „Ах, ты грязный панк!“. Это было похоже на выговор учителя. И означало — ты хуже всех». Первое задокументированное использование фразы «панк-рок» появилось в газете Chicago Tribune 22 марта 1970 года, автором был Эд Сандерс — сооснователь нью-йоркской группы The Fugs. Известно высказывание Сандерса при описании его сольного альбома: «панк-рок —
сентиментальность реднеков». В декабрьском выпуске журнала Creem Лестер Бэнгс, издеваясь над относительно мейнстримовыми рок-музыкантами, иронично назвал Игги Попа «тем самым панком-марионеткой» (англ. «that Stooge punk»). По словам Алана Веги этот термин вдохновил его на идею описывать свои концерты как «панк-мессу» в первые несколько лет существования Suicide.

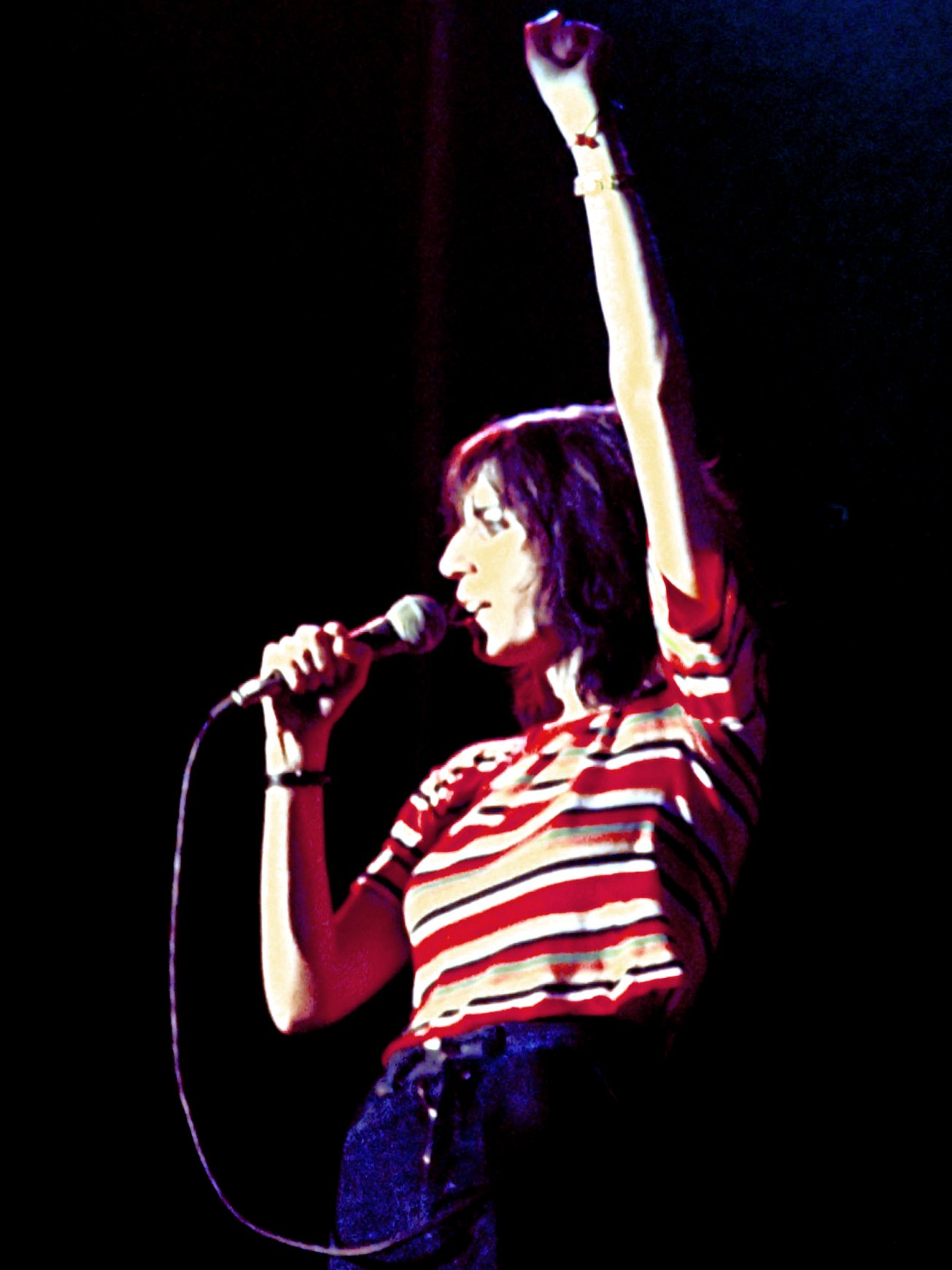
Выступление Патти Смит (1976)

Первым музыкальным критиком, употребившим термин «панк-рок» был Дэйв Марш: в майском номере Creem 1971 года он назвал группу ? and the Mysterians одним из самых популярных коллективов гаражного рока 1960-х, подытожив «образцовое проявление панк-рока». Между тем в том же году на страницах своего фэнзина Who Put the Bomp Грег Шоу охарактеризовал то, что он называл «панк-роком», как «белый подростковый хард-рок 64—66 годов» (Standells, Kingsmen, The Shadows of Knight и т. д.). Лестер Бэнгс использовал термин «панк-рок» в ряде статей, написанных в начале 1970-х, рассказывая в них о гаражных группах середины 1960-х. Так, в эссе для журнала Creem «Psychotic Reactions and Carburetor Dung» (рус. «Психозные реакции и карбюраторный навоз», июнь 1971 года) он написал: «когда начали появляться панк-группы, которые сочиняли собственный материал, но брали за основу звучание The Yardbirds и сводили его до бестолкового, фьюзового лязга. …О, это было просто прекрасно, это был чистый фольклор, Старая Америка, иногда мне кажется, что это были самые лучшие времена».
К декабрю термин прижился в журналистской среде настолько прочно, что анализируя вкусы своих коллег (в частности Ника Тошеса) Эллен Уиллис из The New Yorker написала следующее: «Панк-рок стал излюбленным одобрительным термином». В буклете сборника 1972 года Nuggets, музыкант и рок-журналист Ленни Кэй использовал две вариации термина: первую — «панк-рок», в эссе к диску, описывая жанр гаражных групп 1960-х, а вторую — «классический гаражный панк», в описании композиции группы The Shadows of Knight 1966 года. В мае 1973 года под руководством Билли Олтмена был выпущен панк-журнал (punk magazine). Издание просуществовало недолго и было посвящено по большей части гаражному року и психоделии 1960-х.
В мае 1974 года музыкальный обозреватель газеты Los Angeles Times Роберт Хилбёрн опубликовал рецензию на альбом Too Much Too Soon группы New York Dolls. «Я же вам говорил, у New York Dolls есть стоящие вещи» — писал он, охарактеризовав запись как «возможно, лучший пример сырого […] панк-рока со времён „Exile on Main Street“ The Rolling Stones». В свою очередь, бас-гитарист бостонской группы The Real Kids Джефф Йенсен так вспоминал тот период: «один из журналистов […] побывал на нашем шоу и написал отличную статью, назвав нас „панк-группой“ … Мы смотрели друг на друга и недоумевали: „а что такое панк?“» В интервью 1974 года для своего фэнзина Heavy Metal Digest Дэнни Шугерман спросил Игги Попа: «Ты пошёл в студию звукозаписи со словами, что никогда не был панком», на что Поп ответил: «Нууу, я не. Я никогда не был панком».
К 1975 году термин «панк» использовался для описания таких разноплановых исполнителей, как Bay City Rollers, Патти Смит и Брюс Спрингстин. Центральной сценой нового движения стал нью-йоркский клуб CBGB, но у жанра всё ещё не было закрепившегося названия. Владелец клуба — Хилли Кристал окрестил движение «уличным роком»; в свою очередь, Джон Холмстром приписывал введение в обиход термина «панк» редакции журнала Aquarian, «в качестве описания того, что происходило в CBGB». Холмстром, Макнил и журнал Punk Геда Данна, дебютировавший в конце 1975 года, сыграли решающую роль в кодификации этого термина. «Было довольно очевидно, что это слово стало очень популярным» — позже отмечал Холмстром. «Мы решили присвоить это имя раньше, чем кто-либо заявит на него свои права. Мы хотели избавиться от всякой ерунды, убрав всё лишнее из рок-н-ролла, и вернуть веселье и живость».

## Возникновение

### Гаражный рок и бит-музыка
Согласно одной теории весь панк-рок восходит к «La Bamba» Ричи Валенса. Просто поразмышляйте о трёхаккордной мариачи Валенса в свете «Louie Louie» в исполнении The Kingsmen, затем проанализируйте «Louie Louie» в свете «You Really Got Me» группы The Kinks, потом «You Really Got Me» в свете «No Fun» — The Stooges, после чего «No Fun» в свете «Blitzkrieg Bop» — Ramones и, наконец, обратите внимание, что «Blitzkrieg Bop» звучит очень похоже на «La Bamba»
В начале и середине 1960-х в Северной Америке стала формироваться сцена гаражного рока — предшественника панка. Записанная группой этого жанра — The Kingsmen — кавер-версия рок-н-ролльного хита «Louie Louie» Ричарда Бэрри рассматривается экспертами как определяющий «уртекст» панк-рока. Помимо этого, феномен гаражного рока получил дополнительный импульс за счёт успеха The Beatles на шоу Эда Салливана, а также благодаря другим популярным английским исполнителям, сформировавшим т. н. Британское вторжение. К 1965 году более тяжёлое звучание британских коллективов, таких как The Rolling Stones, Kinks и Yardbirds, становилось более влиятельным в рок-музыке наряду с американскими гаражными группам.

В 1964 году на волне бума молодёжного движения модов и бит-музыки международную популярность обрели хиты группы The Kinks «You Really Got Me» и «All Day and All of the Night», сочинённые под влиянием «Louie Louie». Эти композиции называли «предшественниками всего трёхаккордового жанра». Годом позже британская группа The Who эволюционировала из «клонов The Kinks» (с дебютным синглом «I Can not Explain») до «голоса поколения» (с одной из самых известных своих работ «My Generation»). По мнению писателя Джона Рида, этот гимн модов предвосхитил одну из разновидностей «интеллектуальной смеси музыкальной свирепости и бунтарского образа», которая будет характеризовать большую часть позднего британского панк-рока 1970-х. Впоследствии The Who и ещё ряд модов, в частности The Small Faces, были одними из немногих коллективов, предшествовавших панку, признанных группой Sex Pistols.

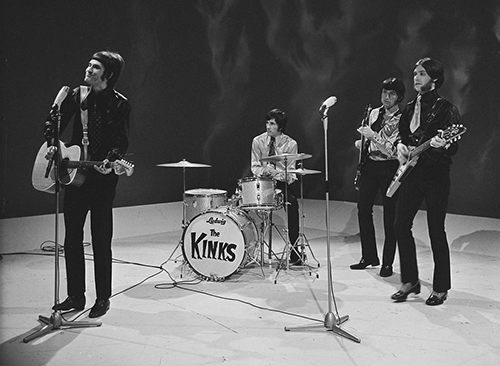
The Kinks на немецком ТВ, 1967 год

Помимо Британии и США, своя панк-сцена формировалась в Австралии. В 1965 году группа Los Saicos записала композицию «Demolicion», ставшую одним из известнейших образцов раннего панка. Портал AllMusic так отзывался об этом коллективе: «Гитары не похожи ни на что и звучат как фонтаны искр, ударные пульсируют в духе пост-сёрфа, а вокалист не попадает в ноты», подытожив «Эти ребята уже были панк-группой, даже если никто за пределами Лимы не знал об этом в то время». В свою очередь, выпущенный в том же году сингл гаражной рок-группы The Missing Links — «Wild About You» (1965) — стал десятилетие спустя источником вдохновения для одного из самых известных коллективов австралийского панк-рока — The Saints.
После 1967 года американский гаражный рок начал терять популярность, но сырое звучание и аутсайдерский менталитет групп этого жанра, таких как The Sonics, The Seeds, The Remains, The Standells и The Shadows of Knight предвосхитили стиль будущих андеграундных исполнителей, таких как MC5 и The Stooges.

### Протопанк

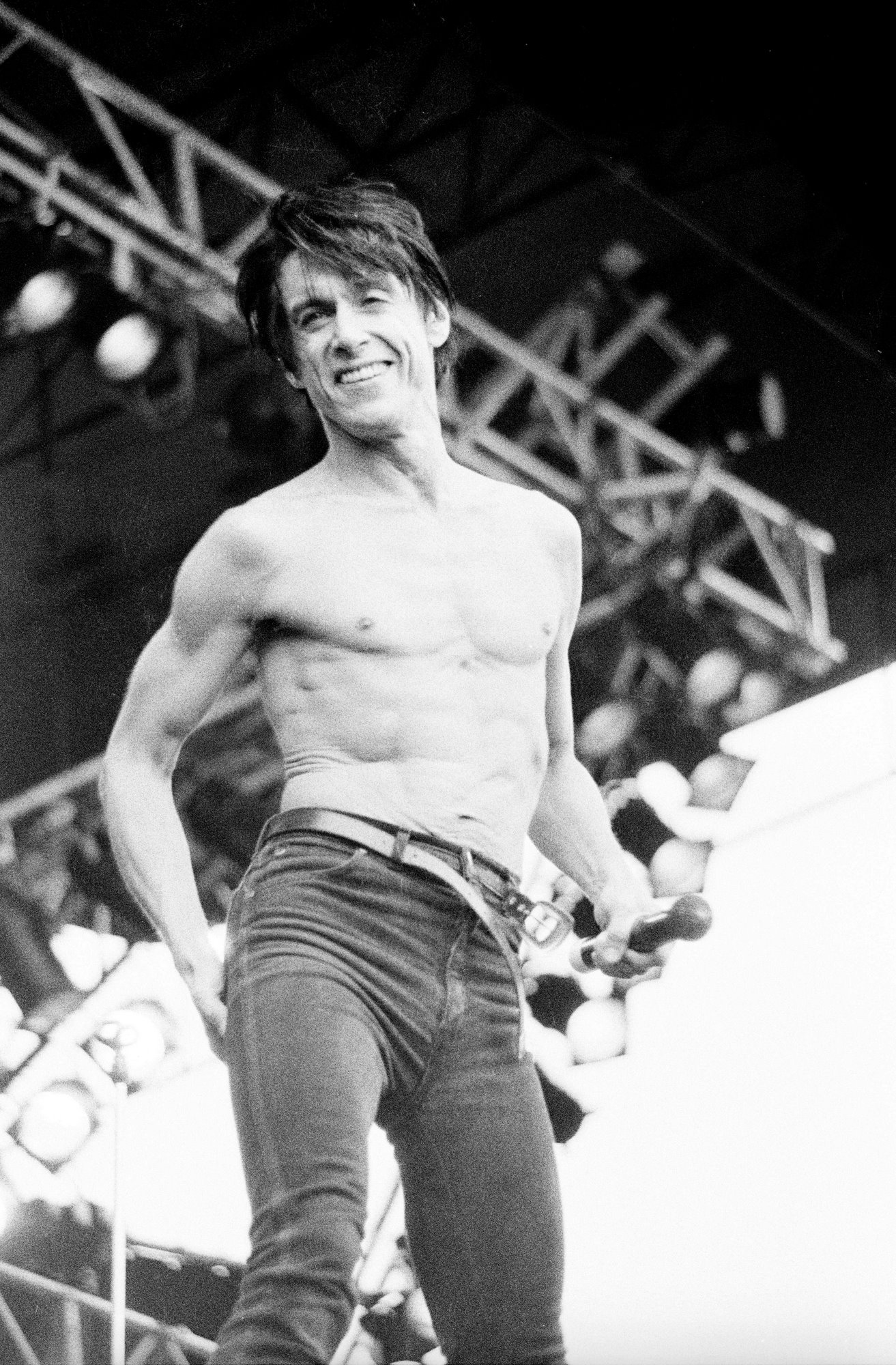
«Крёстный отец панк-рока» Игги Поп во время концерта

В августе 1969 года был выпущен дебютный альбом группы The Stooges. По словам критика Маркуса, возглавляемый Игги Попом мичиганский коллектив создал «звук, подобный Аэромобилю Чака Берри, который был разобран шпаной на запчасти». Лонгплей был спродюсирован Джоном Кейлом, бывшим участником нью-йоркской экспериментальной рок-группы The Velvet Underground. Заработав «репутацию первой андеграундной рок-группы», The Velvet Underground прямо или косвенно вдохновили многих из тех, кто принимал участие в создании панк-рока. В начале 1970-х нью-йоркский коллектив New York Dolls обновил первоначальную «дикость» рок-н-ролла 1950-х, добавив к внешнему виду экстравагантности; получившийся стиль позже стал известен как глэм-панк. В тот же период на нью-йоркской сцене появился дуэт Suicide, исполнявший минималистичную экспериментальную музыку и устраивающий провокации на сцене, в духе поведения The Stooges. Бостонский коллектив The Modern Lovers во главе с фронтменом Джонатаном Ричманом — большим фанатом The Velvet Underground, также пытался привлечь к себе внимание за счёт минималистичного стиля. В свою очередь, выступавшая в клубе Coventry группа The Dictators использовала рок-музыку как средство для саркастического посыла. В 1974 году следующая волна гаражного рока начала объединяться вокруг новой сцены — ночного клуба The Rathskeller, расположенного в Бостоне на площади Кенмор. Среди главных резидентов заведения были группы: The Real Kids, основанная бывшим участником The Modern Lovers Джоном Феличе; Willie Alexander and the Boom Boom Band, фронтменом которой несколько месяцев был участник The Velvet Underground, а также Mickey Clean and the Mezz. В том же году детройтский коллектив Death, состоящий из трёх афроамериканцев, записал «испепеляющий и дикий ур-панк», но музыканты не смоли найти лейбл для выпуска материала. В штате Огайо сформировалась своя небольшая, но влиятельная андеграундная сцена. Самыми яркими её представителями были: Devo, Electric Eels, Mirrors и Rocket from the Tombs. В 1975 году группа Rocket from the Tombs распалась, после чего её бывшие участники сформировали отдельные коллективы — Pere Ubu и Frankenstein. Такая же ситуация сложилась с музыкантами из Electric Eels и Mirrors, впоследствии некоторые из них объединились в группу The Styrenes.
В британском андеграунде конца 1960-х выделялась группа The Deviants, которая исполняла психоделическую музыку с элементами сатиры и анархизма, а также использовала в своих шоу идеи ситуационизма, тем самым предвосхитив схожий концертный имидж Sex Pistols почти на десятилетие. В 1970 году коллектив распался, а на его основе была создана группа Pink Fairies, которая продолжила концептуальный курс оригинала. Создав в начале 1970-х сценическое альтер эго — Зигги Стардста, Дэвид Боуи также сделал акцент на театральности и гротескности своих шоу — аспектах, которые заимствовали Sex Pistols и некоторые другие панк-исполнители, такие как Doctors of Madness. В свою очередь, представители лондонской паб-рок сцены, также повлиявшие на панк-движение, были объединены идеей вернуть рок-музыку к её истокам: отличительной чертой их звучания был тяжёлый рок-н-ролл, навеянный классическим ритм-н-блюзом. Благодаря популярности ведущего коллектива жанра, Dr. Feelgood, к 1974 году известность обрели такие группы, как The Stranglers и Cock Sparrer, которые впоследствии стали частью панк-бума.
Предвосхитившие панк-рок коллективы также существовали в некоторых других западных странах. Сформированный в 1971 году немецкий (Дюссельдорф) коллектив NEU! опирался на экспериментальное краут-рок звучание в духе группы Can. В Японии выделялся коллектив Zunō Keisatsu (Brain Police), комбинирующий в своей музыке гаражную психоделию (т. н. эйсид-рок) и фолк и имевший ярко выраженную позицию против истеблишмента. Музыканты регулярно сталкивались с цензурой и постоянно устраивали провокации на сцене — так, одно из их шоу включало акт мастурбации. Новое поколение австралийских гаражных рок-групп, главным образом воодушевляемое музыкой The Stooges и MC5, вплотную приближалось к звуку, который будут характеризовать как «панк». Помимо этого, The Saints впоследствии отмечали влияние «сырого» концертного звучания британского коллектива The Pretty Things, который гастролировал по Австралии и Новой Зеландии в 1975 году.

## 1974—1976: первая волна

### Северная Америка

#### Нью-Йорк
Истоки нью-йоркской панк-сцены можно проследить в таких музыкальных движениях, как трэш-культура конца 1960-х и андеграундный рок начала 1970-х, сосредоточенные в арт-центре Мерсера (Гринвич-Виллидж), где выступала группа New York Dolls. В начале 1974 года вокруг клуба CBGB, также расположенного в Нижнем Манхэттене, начала формироваться новая музыкальная сцена. Одним из её локомотивов была группа Television, описанная критиком Джоном Уокером как «каноничная гаражная рок-группа с амбициями». Television внесли в свой стиль звучание самых ярких представителей андеграунда того времени — от музыки The Velvet Underground до гитарной техники (стаккато) Вилко Джонсона из группы Dr. Feelgood. Отличительными элементами имиджа фронтмена коллектива Ричарда Хэлла были неряшливая причёска, рваная футболка и чёрная кожаная куртка, ставшие основой для визуального стиля панк-рока. В апреле 1974 года Патти Смит, представитель арт-центра Мерсера и подруга Хэлла, впервые приехала в CBGB, чтобы посетить выступление Television. Будучи ветераном независимого театра и поэтических перформансов, Смит создавала интеллектуальную, феминистскую музыку на основе классического рок-н-ролла. 5 июня она записала свой двойной сингл «Hey Joe»/«Piss Factory» при участии гитариста Television Тома Верлена; выпущенный на её собственном лейбле Mer Records, он ознаменовал начало творческого подхода «сделай сам» (DIY), ставшего философией панк-рока, и часто считается первой записью этого жанра. В августе Смит и Television организовали серию совместных концертов в другом манхэттенском клубе — Max's Kansas City.
В районе Форест-Хилс, в нескольких милях от Манхэттена, сформировалась ещё одна новая группа — Ramones. Звучание этого коллектива опиралось на разноплановую музыку, от The Stooges и The Beatles до The Beach Boys и Herman’s Hermits, музыканты конденсировали рок-н-ролл до примитивного уровня: «в начале каждой песни басист Ди Ди Рамон кричал „1-2-3-4!“, как будто группа едва знала азы ритма». 16 августа 1974 года Ramones отыграли свой первый концерт в CBGB, в том же месяце там дебютировала ещё одна группа — Angel and the Snake, позже переименованная в Blondie. К концу года Ramones исполнили 74 шоу, каждое около семнадцати минут длиной. «Когда я впервые увидел Ramones» — вспоминала критик Мэри Хэррон, — «Я не могла поверить, что люди снизошли до такого. Глупое дурачество». В схожей манере записывала свой дебютный альбом группа The Dictators. Выпущенный в марте 1975 года Go Girl Crazy! объединял в себе абсурдный, оригинальный материал («Master Race Rock») и громкие, бесцеремонные кавер-версии поп-песен («I Got You Babe» дуэта Sonny & Cher).

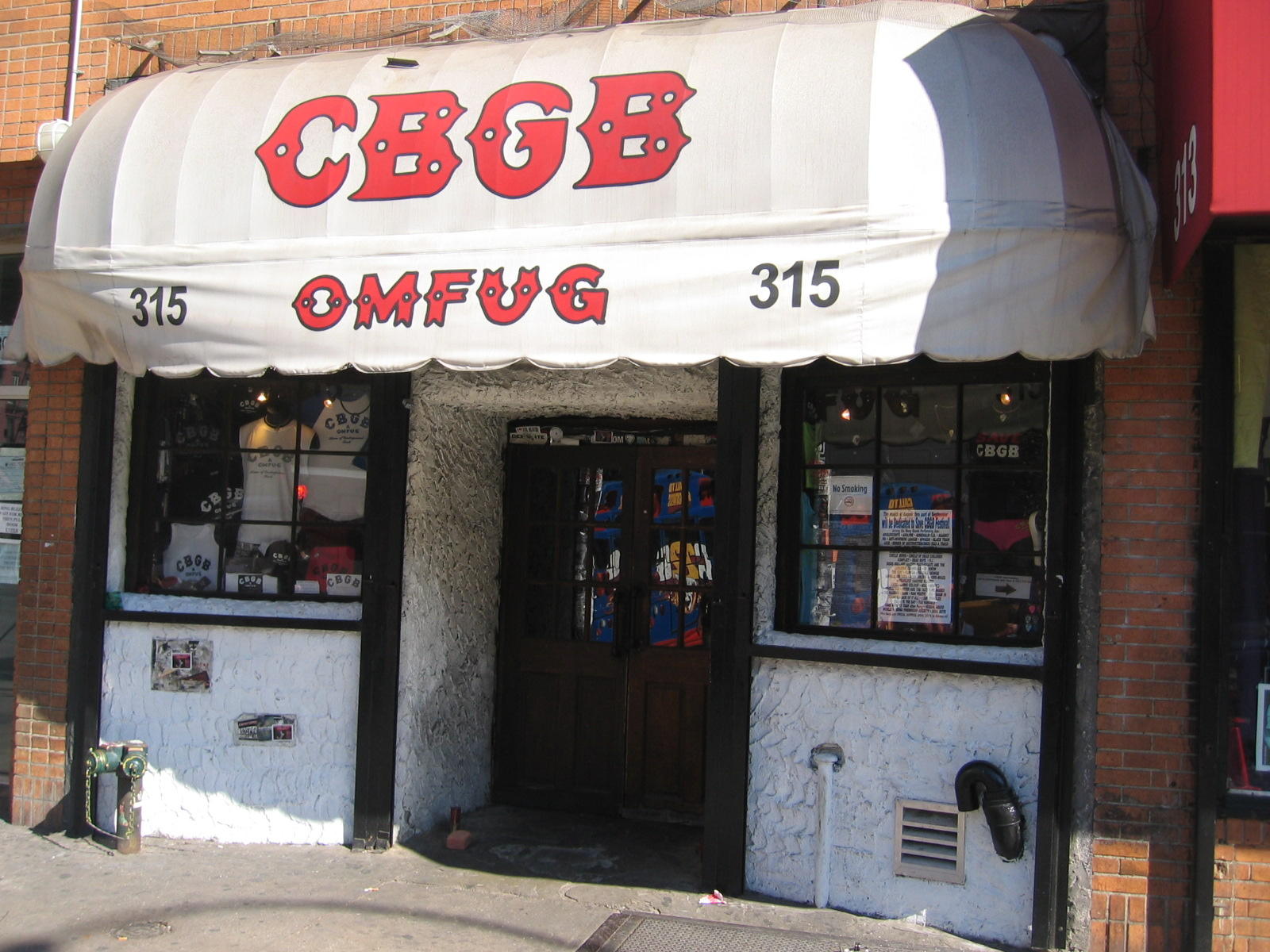
Фасад клуба CBGB, Нью-Йорк

Той же весной Смит и Television два месяца подряд делили площадку CBGB на выходных, их концерты значительно повысили престиж клуба. Среди песен Television была «Blank Generation» Ричарда Хэлла, которая стала символическим гимном панк-движения. Вскоре после этого Хэлл покинул Television и основал группу с более простым звуком — The Heartbreakers, объединившись с бывшими музыкантами New York Dolls Джонни Сандерсом и Джерри Ноланом. Тандем Хэлла и Сандерса описывали как «внёсшие поэтическое понимание в бессмысленное саморазрушение». Июльский фестиваль в CBGB, в котором приняли участие более тридцати новых групп, стал первым подобным событием, подробно освещённым в прессе. В августе Television (при участии Фреда Смита — бывшего басиста Blondie, заменившего Хэлла) выпустили сингл «Little Johnny Jewel» на независимом лейбле Ork. По словам Джона Уокера, запись была «поворотным моментом для звука всей нью-йоркской сцены», если не для всего панк-рока в целом — уход Хэлла сделал группу «гораздо менее маргинально-агрессивной».
В числе других «резидентов» CBGB были Mink DeVille и Talking Heads. Среди коллективов, связанных с Max’s Kansas City, фигурировал дуэт Suicide, а также ансамбль Джейн Каунти ещё одной представительницы Арт Центра Мерсера. Первым альбомом, выпущенным завсегдатаями этих манхэттенских клубов, был лонгплей Патти Смит — Horses, релиз которого состоялся в ноябре 1975 года. Пластинка была спродюсирована Джоном Кейлом на мейджор-лейбле Arista. В декабре вышел первый номер журнала Punk. Издание было посвящено предшественникам жанра, таким как Лу Рид (из The Velvet Underground), The Stooges, New York Dolls и The Dictators, а также новым исполнителям — выходцам из CBGB и Max’s. Зимой того же года в этих клубах выступила кливлендская группа Pere Ubu.
В начале 1976 года Хэлл ушёл из The Heartbreakers, вскоре сформировав новую группу, которая получила название The Voidoids и считалась «одной из самых бескомпромиссных групп» панк-движения. В апреле на лейбле Sire Records был выпущен дебютный одноимённый альбом Ramones, его первый сингл — «Blitzkrieg Bop» — начинался со знаменитого клича «Хэй, хоу, понеслась!». Согласно ретроспективному описанию, «Подобно всем культурным водоразделам, „Ramones“ был оценён по достоинству лишь немногими — оставшееся большинство восприняли его как неудачную шутку». С подачи вокалиста Ramones — Джоуи Рамона, музыканты кливлендской группы Frankenstein переехали на восток, чтобы присоединиться к нью-йоркской сцене. Сменив название на The Dead Boys, они сыграли свой первый концерт в конце июля. В августе на лейбле Ork был выпущен мини-альбом новой группы Хэлла, который включал первую студийную версию «Blank Generation».
Среди других нью-йоркских площадок, популярных у представителей панк-движения, были клубы: Lismar Lounge (41 First Avenue) и Aztec Lounge (9th Street).
На ранней стадии термин «панк» был общим определением сцены, а не конкретного стилистического подхода, как это стало позже. Первые нью-йоркские панк-группы демонстрировали широкий спектр музыкальных стилей. Тем не менее Ramones, The Heartbreakers, Richard Hell and the Voidoids и The Dead Boys сформировали свою собственную нишу. Даже там, где они явно отличались друг от друга, в сочинении текстов — очевидная бесхитростность Ramones с одной стороны, серьёзное содержание Хэлла с другой — их связывал общий бунтарский менталитет. Однако объединяющие их элементы — минимализм и скорость — ещё не стали характерными атрибутами панк-рока.

#### Другие города США
Помимо Нью-Йорка, в США образовались ещё несколько региональных панк-сцен. В 1974 году в Оклахоме (Чикашей) сформировались группы Victoria Vein и Thunderpunks. Годом позже там же появился коллектив под названием Debris, его дебютный альбом Static Disposal (1976 году) оказал большое влияние на музыкантов альтернативного рока, в том числе: Scream, Nurse With Wound, The Melvins и Sonic Youth. В 1975 году в Миннеаполисе сформировалась The Suicide Commandos — одна из первых групп за пределами Нью-Йорка, которая начала играть в стиле Ramones (жёстче-громче-быстрее), который охарактеризовал панк-рок. В 1976 году детройтский коллектив Death выпустил запись «Politicians in My Eyes», звучащую в стиле раннего панка. В том же году на Западном побережье появились первые панк-сцены в Сан-Франциско (Crime и The Nuns) и Сиэтле (Telepaths, Meyce и Tupperwares). Они имели схожие вкусы и менталитет с группами из Британии, где в этот период панк-движение переживало бум. В Лос-Анджелесе рок-критик Ричард Мельцер основал группу VOM (сокращённо от «блювотина»). Там же годом позже Элис Бэг сформировала коллектив The Bags. Бэг повлияла на голливудскую панк-сцену, включив в своё творчество музыкальные элементы национальных культур Мексики и Чикано: т. н. жанр «canción ranchera», который переводится как «деревенская песня» и характерен для ансамблей мариачи, а также «estilo bravío» — дикий стиль исполнения песен, часто фигурирующий в панке. В Вашингтоне пионерами движения были рут-рокеры Razz, вдохновившие последующие группы — Overkill, The Slickee Boys, The Look и White Boy. Также региональная сцена сформировалась в Бостоне — её центральным местом был клуб Rathskeller (также известный как просто Rat), а первой заметной группой — DMZ. В свою очередь, в Блумингтоне, штат Индиана, появилась группа The Gizmos, исполняющая музыку в шутливой, похабной манере (вдохновлённой The Dictators), позже названной «frat punk».
Как и в случае с гаражным роком, популяризации локальных панк-сцен способствовали местные энтузиасты — управляющие ночных клубов или организаторы концертов (в школах, гаражах или на складах), рекламируемых с помощью листовок или фэнзинов. Такой подход отражал DIY идеологию панка — отвращение к коммерческому успеху и стремление сохранить творческую и финансовую самостоятельность. По словам Джо Гарварда, представителя бостонской сцены, зачастую это было просто необходимостью — отсутствие местной звукозаписывающей индустрии и известных музыкальных журналов оставляло мало способов для реализации, кроме DIY.

### Австралия
В тот же период схожая, основанная на музыке, субкультура начала формироваться в разных частях Австралии. Локомотивом движения была группа Radio Birdman, базирующаяся в клубе Oxford Tavern (позже переименованном в Oxford Funhouse), расположенном в пригороде Сиднея (Дарлингхарст). В декабре 1975 года группа выиграла конкурс, организованный журналом Rock Australia Magazine — «Levi’s Punk Band Thriller». Ещё одним видным представителем австралийского панк-рока был коллектив The Saints из Брисбена, к 1976 году он стал местной знаменитостью и завсегдатаем клуба «Club 76». Вскоре группа узнала, что в других странах существуют похожие музыкальные движения. Один из сооснователей The Saints — Эд Кюппер позже вспоминал:
«Одна вещь, которую я помню, оказала на меня крайне удручающий эффект, это был первый альбом Ramones. Когда я услышал его [в 1976 году], я имею в виду, это был отличный альбом … но я ненавидел его, потому что знал — мы занимались этим годами. На том альбоме была даже последовательность аккордов, которую мы использовали … и я подумал: „Чёрт, теперь нас будут сравнивать с Ramones [приписывать их влияние]“, [тот случай], когда ничто не могло быть ещё дальше от истины».
На другом конце Австралии, в Перте, был сформирован коллектив Cheap Nasties при участии певца и гитариста Кима Салмона (август 1976 года). Месяцем позже The Saints стали первой панк-рок-группой за пределами США, выпустившей запись — сингл «(I'm) Stranded». Как и в случае с дебютом Патти Смит, группа самостоятельно финансировала, упаковывала и распространяла релиз. «(I’m) Stranded» не произвёл большого влияния на родине музыкантов, но британская музыкальная пресса признала его новаторской записью. По просьбе руководства EMI, австралийское подразделение лейбла заключило с группой контракт. Между тем, в октябре Radio Birdman выпустили мини-альбом — Burn My Eye, также своими силами. Впоследствии критик музыкального издания Trouser Press Иэн Маккалеб описал запись как «архетип музыкального взрыва [бума], который вот-вот должен был произойти».

### Великобритания
«Панк-группы «подталкивали других людей к созданию своих собственных групп — это было попыткой разрушить традиционный барьер между исполнителем и публикой. Любой мог быть звездой, и никто ею не был!».
«Духом панк-движения является принцип «сделай сам» («DIY»). Это расширение анархистских принципов, требующих ответственности и сотрудничества, направленных на строительство более продуктивного, творческого и приятного будущего».
«Изначально одной из главных идей панка, наряду с принципом «DIY», было ставить всё под сомнение — никаких догм, никаких застывших правил». 
К 1975 году панк-движение прочно укрепилось в Лондоне и продолжало расширяться в течение следующих нескольких лет. Одним из его участников была группа The Flowers of Romance, которая не выпустила ни одной записи и не сыграла ни единого концерта, фактически, за счёт этого добившись мифического статуса. За время существования коллектива в нём успели отыграть около 40 человек, среди которых были: Сид Вишес, Марко Пиррони и Вив Альбертайн, позже присоединившаяся к The Slits. По словам музыкантов, их творчество было вдохновлено музыкой The Velvet Underground, Игги Попа и раннего Дэвида Боуи. В мае 1975 года в Лондон вернулся Малькольм Макларен, недолгое время проработав менеджером группы New York Dolls в Нью-Йорке, где он приобщился к панк-движению в клубе CBGB. Макларен был совладельцем бутика на Кингз-Роуд, под названием «SEX», который имел репутацию «антимодного» места. Среди тех, кто посещал этот магазин, были участники группы The Strand, продвижением которых занимался сам Макларен. В августе коллектив объявил о поиске нового вокалиста, после череды прослушиваний был выбран Джонни Роттен, который также являлся одним из завсегдатаев бутика. Поменяв название на Sex Pistols, группа отыграла свой первый концерт 6 ноября 1975 года в Школе искусств Сант-Мартин и вскоре обзавелась небольшой базой ярых последователей. В феврале 1976 года коллектив получил первое серьёзное освещение в прессе: гитарист Стив Джонс заявил, что Sex Pistols были в большей степени «хаосом», нежели музыкой. Во время выступлений группа часто провоцировала аудиторию на беспорядки: на одном из концертов Роттен обратился в зал со словами: «Готов поспорить, вы ненавидите нас так же сильно, как и мы вас!». Макларен позиционировал Sex Pistols как центральных игроков нового молодёжного движения, «дерзких и грубых». По мнению публициста Джона Сэвиджа, участники группы «воплотили в себе мировоззрение, которое Макларен снабдил новыми ассоциациями: радикальная политика конца 60-х, сексуальные фетиш-элементы, поп-история, … молодёжная социология».
Впечатлённый растущей популярностью Sex Pistols, менеджер и друг Макларена Бернард Роудс стремился добиться аналогичного успеха с группой London SS. В начале 1976 года коллектив распался, не отыграв ни одного концерта; на его основе были созданы две новые группы: The Damned и The Clash, к последним присоединился Джо Страммер — бывший фронтмен 101ers. 4 июня 1976 года Sex Pistols отыграли концерт в манчестерском Зале Свободной Торговли, который считается одним из самых влиятельных в истории рок-музыки. Шоу посетило около 40 зрителей, среди них были его организаторы — два местных музыканта из группы Buzzcocks, сформированной в феврале того же года под впечатлением от Sex Pistols. В зале также были будущие основатели Joy Division, The Fall и The Smiths.
В июле Ramones пересекли Атлантику, чтобы выступить на двух концертах в Лондоне, которые активизировали формирующуюся британскую панк-сцену и повлияли на её музыкальный стиль — «мгновенно почти каждая группа стала играть быстрее». Первое шоу состоялось 4-го числа в клубе The Roundhouse перед аудиторией в 2000 человек, с группами Flamin' Groovies и The Stranglers на разогреве. В ту же ночь состоялся дебют The Clash на концерте Sex Pistols в Шеффилде. 5 июля члены обеих групп посетили второе шоу Ramones — в клубе Dingwalls. На следующий день The Damned отыграли свой первый концерт на разогреве у Sex Pistols в Лондоне. По словам публициста Курта Лодера, Sex Pistols представлял собой «расчётливый нигилизм, претендующий на тонкий вкус, [в то время как] The Clash были прямолинейными идеалистами, сторонниками леворадикальной социальной риторики, которые могли бы сравниться с… Вуди Гатри в 1940-е годы». В свою очередь, The Damned приобрели репутацию «панк-тусовщиков». Через неделю появился первый лондонский панк-фэнзин, он был назван в честь песни Ramones — Sniffin' Glue. Его подзаголовок отражал связь с тем, что происходило в Нью-Йорке: «+ Другие рок-н-ролльные привычки для панков!».
20 июля состоялся ещё один концерт Sex Pistols в Манчестере, на разогреве у которых выступил обновлённый состав группы Buzzcocks. Это шоу придало дополнительный импульс местной панк-сцене. В августе на юго-западе Франции (коммуна Мон-де-Марсан) состоялся самопровозглашённый «Первый европейский фестиваль панк-рока». Хедлайнером мероприятия была лондонская паб-рок-группа Eddie and the Hot Rods. Первоначально на фестивале должны были выступить Sex Pistols, однако организаторы передумали заключать с группой контракт, так как музыканты «зашли слишком далеко», требуя от них ведущего статуса и выдвигая ещё ряд преференций; The Clash также отказались выступать — в знак солидарности. В итоге, единственной новой панк-группой на фестивале были The Damned.
В течение следующих нескольких месяцев сформировалось множество новых панк-групп, зачастую напрямую вдохновлённых творчеством Sex Pistols. На лондонской панк-сцене, где женщины фигурировали на одних из центральных ролей, это были группы с солистками — Siouxsie and the Banshees (Сьюзи Сью) и X-Ray Spex (Лора Лоджик), бас-гитаристками — The Adverts (Гэй Адверт) и Nipple Erectors (Шэнн Брэдли), а также полностью женский коллектив — The Slits. Другими лондонскими группами, созданными в этот период, были: Subway Sect, Eater, Wire, The Stranglers, The Subversives, The London и Chelsea, несколько музыкантов которой вскоре сформировали Generation X. Помимо этого, в Хершеме появился коллектив Sham 69, а в Дареме была сформирована группа Penetration с вокалисткой Полин Мюррей. 20—21 сентября в Лондоне прошёл фестиваль «100 Club Punk Festival», где были представлены четыре основных британских панк-коллектива (большая тройка из Лондона и Buzzcocks), а также парижане Stinky Toys, возможно, первая панк-рок-группа из неанглоязычного государства. В первый день фестиваля состоялись дебютные шоу Siouxsie and the Banshees и Subway Sect; в тот же вечер, в Манчестере прошёл первый концерт группы Eater. Во второй день фестиваля был арестован один из зрителей — Сид Вишес, которому было предъявлено обвинение в нападении на группу The Damned — он бросил на сцену бутылку, осколки которой попали в девушку из зала (в результате чего она потеряла глаз). Освещение инцидента в прессе усилило репутацию панк-движения как социальной угрозы.

Стилизованный постер «Anarchy in the U.K.» — изображающий разорванный британский флаг, скреплённый английскими булавками. Впоследствии работа Джейми Рида оказала большое влияние на панк-стиль и современный графический дизайн в целом

Некоторые новые коллективы, такие как Alternative TV (Лондон), Rezillos (Эдинбург) и The Shapes (Лемингтон), стали отождествляться с панком после того, как начали исполнять экспериментальную музыку. Другие, с более традиционной рок-н-ролльной концепцией, сами переходили в новый жанр: так, сформированная в феврале 1976 года паб-рок-группа The Vibrators поменяла имидж и звучание на волне панк-бума. Помимо новичков, с панком стали ассоциировать и более именитые коллективы, среди них были: неомоды The Jam (Суррей), а также паб-рокеры The Stranglers и Cock Sparrer. Наряду с музыкальными истоками, общими по обе стороны Атлантики, и расчётливым конфронтационализмом в стиле ранних The Who, британские панки также отразили влияние глэм-рока и связанных с ним групп, таких как Slade, T.Rex и Roxy Music. Одним из коллективов, открыто признавших это влияние, был The Undertones из Северной Ирландии (Дерри).
В октябре The Damned стали первой британской панк-группой, выпустившей сингл с романтическим сюжетом — «New Rose». Тенденцию продолжили музыканты из The Vibrators, записавшие спустя месяц композицию «We Vibrate», а также рок-певец Крис Спеддинг с треком «Pogo Dancing». Последний можно было назвать панк-песней с большой натяжкой, однако, многие расценивают его как первую композицию о панк-роке. 26 ноября Sex Pistols выпустили «Anarchy in the U.K.» — дебютный сингл, с которым группа добилась славы «национальных скандалистов». Постер с «анархическим [британским] флагом» художника Джейми Рида, а также его другие дизайнерские работы для Sex Pistols помогли создать самобытную визуальную эстетику панка. 1 декабря произошёл инцидент, который укрепил негативное восприятие жанра среди обывателей: во время вечернего ток-шоу «On Thames Today» гитарист Sex Pistols Стив Джонс вступил в устную перепалку с ведущим — Биллом Гранди, отреагировав на его провокацию. Джонс назвал Гранди «грязным ублюдком» в прямом эфире, тем самым вызвав полемику в СМИ. Два дня спустя Sex Pistols, The Clash, The Damned и Heartbreakers отправились в Anarchy Tour — серию концертов по городам Великобритании. Однако, многие шоу были отменены владельцами заведений из-за скандала с Гранди.

## 1977—1978: вторая волна
К 1977 году в Австралии, Великобритании и США, а также во многих других странах, сформировалась вторая волна панк-рока. Одной из характерных черт второй волны было широкое разнообразие звучания коллективов, представители одной и той же сцены могли кардинально отличаться по звуку, что отражало эклектическое состояние жанра в тот период. Хотя панк-рок оставался андеграундным феноменом в Северной Америке, Австралии и других странах, в Великобритании он, на какое-то время, стал национальной сенсацией.

### Северная Америка

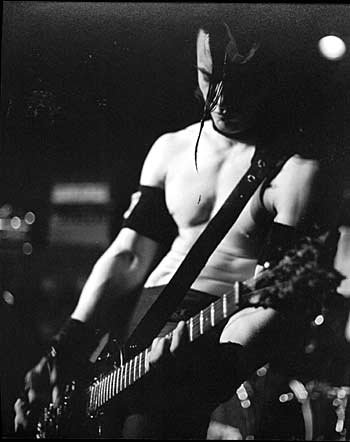
Гитарист группы The Misfits — родоначальника хоррор-панка

В начале 1977 года калифорнийская панк-сцена находилась на пике своей активности. В Лос-Анджелесе были группы: The Weirdos, The Zeros, Black Randy and the Metrosquad, The Germs, X, The Dickies, Bagsd, а также The Screamers (первоначально известные как The Tupperware). Сан-Франциско представляли коллективы: The Avengers, Negative Trend, The Mutants, The Sleepers и The Dils, родом из Карлсбада. На Северо-Западе были сформированы группы Wipers (Портленд) и The Lewd (Сиэтл). В свою очередь, в Канаде панк-движение было сосредоточено в Ванкувере, одними из ведущих его представителей были группы Furies и Dee Dee and the Dishrags (полностью женская). Также, заметными коллективами этого региона являлись: D.O.A., The Subhumans, The K-Tels (позже переименованные в The Young Canadians) и Pointed Sticks.
В восточной части Канады (Торонто), творчество группы Dishes создало базис для второй крупной панк-сцены страны, движение получило дополнительный импульс после гастролей Ramones в этом регионе, в сентябре 1976 года. Среди представителей центральной области Канады (Онтарио), были такие коллективы, как: Diodes, The Viletones, Battered Wives, The Demics, Forgotten Rebels, Teenage Head, The Poles и The Ugly, наряду с The Dishrags, The Curse и B Girls — первыми женскими панк-группами Северной Америки. В июле 1977 года The Viletones, The Diodes, The Curse и Teenage Head выступили на т. н. «Канадском вечере» в клубе CBGB.
К середине 1977 года в центральной части Нью-Йорка панк-рок уступил статус передового жанра анархическому звучанию таких групп, как Teenage Jesus and the Jerks и Mars, стиль которых впоследствии получил название ноу-вейв. Тем не менее, на панк-сцене осталось несколько оригинальных коллективов, а также продолжали появляться новые. Так, в ноябре 1976 года дебютировала группа The Cramps, несколько музыкантов которой были из Сакраменто, отыграв первый концерт в CBGB на разогреве у Dead Boys. Вскоре The Cramps стали выступать в клубе Max’s Kansas City на постоянной основе. В свою очередь, в соседнем Нью-Джерси была сформирована группа The Misfits. Взяв за основу имидж в стиле фильмов категории «Б», позже получившем название хоррор-панк, они дебютировали в CBGB в апреле 1977 года.
В январе 1977 года вышел второй альбом Ramones — Leave Home. В конце августа был выпущен первый лонгплей группы Dead Boys — Young Loud and Snotty. В октябре увидели свет ещё две дебютные пластинки: Blank Generation (Richard Hell and the Voidoids) и L.A.M.F. (The Heartbreakers), один из треков которого — «Chinese Rocks» — был посвящён сплочённости панк-движения, а также популярному среди музыкантов этого жанра наркотику — героину. Название песни являлось отсылкой к одной из самых сильных разновидностей наркотика. Авторами текста были Ди Ди Рамон и Ричард Хэлл — оба употреблявшие героин, в свою очередь, в The Heartbreakers этим наркотиком увлекались Джерри Нолан и Джонни Сандерс. В ноябре 1977 года был выпущен третий альбом Ramones — Rocket to Russia.
В 1977 году к панк-движению присоединилась кливлендская группа The Pagans, ранее игравшая в жанре протопанк. Также, в штате Огайо были сформированы Bizarros (Акрон) и Rubber City Rebels (Кент). В Индиане появилась команда MX-80 Sound, в Детройте — The Sillies. Основанная в том же году группа The Suburbs стала частью сцены двух столиц, лидерами которой считались The Suicide Commandos. Помимо этого, в Аризоне появился коллектив The Feederz, в Атланте — The Fans, в Северной Каролине группы — Chapel Hill’s H-Bombs и Raleigh’s Th' Cigaretz. В свою очередь, чикагская панк-сцена была сформирована благодаря нескольким диджеям, превратившим бывший гей-бар — La Mere Vipere — в заведение, получившее известность как первый американский танцевальный панк-клуб. В числе первых чикагских панк-групп были: The Crucified, Tutu и The Pirates and Silver Abuse. К бостонской сцене клуба The Rathskeller присоединились: The Nervous Eaters, Thrills и Human Sexual Response. Весной 1977 года состоялся дебют вашингтонской группы Controls, однако, настоящий прорыв панка состоялся годом позже. Среди представителей американской столицы, получивших известность, были: Urban Verbs, Half Japanese, D’Chumps, Rudements и Shirkers. Помимо этого, в начале 1978 года вашингтонская джаз-фьюжн группа Mind Power трансформировалась в коллектив под названием Bad Brains — одну из первых команд, отождествляемых с хардкором.

### Великобритания
Скандал между Sex Pistols и Биллом Гранди стал отправной точкой в трансформации британского панка в крупный медиа-феномен, несмотря на то, что некоторые дистрибьюторы отказались от продажи записей, а ряд радиостанций исключил панк из своего эфира. Между тем, в прессе усилилась атака на панк-движение, которое освещалось в крайне негативном свете: 4 января 1977 года лондонская газета The Evening News опубликовала статью на первой полосе, описывая как во время перелёта в Амстердам музыканты Sex Pistols «блевали и дебоширили на борту». В феврале 1977 года был выпущен лонгплей Damned Damned Damned (The Damned), который стал первым панк-альбомом, достигшим Top-40 британского чарта (36-е место). В свою очередь, мини-альбом — Spiral Scratch, самостоятельно изданный группой Buzzcocks, стал ориентиром для приверженцев DIY-идеологии, а также способствовал региональному развитию британского панк-движения. Спустя два месяца была выпущена дебютная пластинка The Clash, отметившаяся на 12-м месте национального хит-парада; самый успешный её сингл — «White Riot» — попал в Top-40. В мае Sex Pistols стали причиной очередного большого скандала и общественной полемики национальных масштабов, а также заняли 2-е место в UK Singles Chart, выпустив композицию «God Save the Queen». В тот же период к группе присоединился новый басист — Сид Вишес, ставший эталоном панк-музыканта как личности.
С течением времени по всеми Соединённому Королевству сформировалось множество новых панк-групп, движение расширялось почти во все области страны, включая Северную Ирландию (Stiff Little Fingers и Dunfermline) и Шотландию (The Skids). Хотя большинство коллективов просуществовало недолго, записав один-два сингла на небольших лейблах, некоторые из них стали началом новых поджанров. Так, группа Crass из Эссекса объединила в своей музыке бескомпромиссное звучание панк-рока с анархической идеологией, сыграв главную роль в появлении анархо-панка. В свою очередь, представители Саут-Шилдса — Sham 69, London’s Menace и Angelic Upstarts — скомбинировали похожий, упрощённый звук с популистской лирикой, тем самым сформировав стиль, который стал известен как стрит-панк. Эти поджанры, явно ориентированные на рабочий класс, резко контрастировали с другими тенденциями второй волны, которая стала предтечей постпанка. Так, первая панк-группа из Ливерпуля, Big in Japan, объединила в себе элементы глэма и варьете. Коллектив просуществовал всего два года, однако некоторые его участники впоследствии стали знаменитостями. В свою очередь, творчество лондонской группы Wire характеризовалось глубокими текстами, минималистическими аранжировками и экстремально коротким хронометражем. По словам музыковеда Клинтона Хейлина, к концу 1977 года они стали экспонентами эволюции панк-рока, войдя в историю как группа, сформировавшая жанр постпанк.

Дерзкий дизайн дебютного диска Wire символизировал эволюцию панк-стиля (пластинка считается предтечей постпанка)

Дебютный альбом The Clash, продемонстрировал ещё одну тенденцию — эклектичность некоторых коллективов. Так, наряду с оригинальным материалом — 13-ю песнями, которые представляли собой классический панк-рок — он содержал кавер-версию ямайского регги-хита «Police and Thieves». Впоследствии, другие группы первой волны, такие как The Slits, ровно как новые участники движения, такие как The Ruts и The Police, также начали взаимодействовать с субкультурами регги и ска, комбинируя свою музыку с их ритмами и аранжировками. Феномен панк-рока помог сформироваться движению ска-ревайвла, получившему название ту-тоун (2 Tone), в его авангард входили такие команды, как The Specials, The Beat, Madness и The Selecter.
В июне 1977 года вышел ещё один хит-альбом — Pure Mania группы The Vibrators. Месяцем позже состоялся релиз сингла Sex Pistols — «Pretty Vacant», поднявшегося на 6-е место в национальном чарте, в свою очередь песня The Saints — «This Perfect Day» попала в Top-40. Переехав на Туманный Альбион, музыканты удостоились весьма прохладного приёма, так как, по мнению многих британских СМИ, теперь австралийская группа звучала недостаточно «круто», чтобы занять свою нишу на местной панк-сцене, хотя они играли подобную музыку много лет подряд. В августе The Adverts попали в Top-20 с синглом «Gary Gilmore’s Eyes». Летом 1977 года панк стал широкомасштабным национальным феноменом, в связи с чем представители и поклонники жанра всё чаще стали подвергаться нападениями со стороны тедди-боев, футбольных хулиганов (т. н. Йобы) и других агрессивных субкультур. Так, одна из рокабилли-групп, Don E. Sibley And The Dixie Phoenix (связанная с движением тедди-боев), посвятила песню этому противостоянию — «The Punk Bashing Boogie». Из-за цензуры на радио, отказов в записи на студиях и бойкота некоторыми концертными площадками, панк-группы, как правило, были вынуждены выбирать один из двух путей творческой реализации: либо переквалифицироваться и начать играть в жанре нью-вейв, чтобы иметь выход на радио и заниматься концертной деятельностью, либо использовать методику DIY, записывая материал самостоятельно и распространяя его собственными силами.
В сентябре синглы групп Generation X и The Clash отметились в британском Top-40 — «Your Generation» и «Complete Control», соответственно. Выпущенная в тот же период песня «Oh Bondage Up Yours!» группы X-Ray Spex не попала в чарты, однако стала одной из самых культовых вещей среди поклонников жанра — по степени влияния её сравнивали с ранними работами Sex Pistols и The Clash, называя «одним из определяющих моментов панк-рока». В октябре Sex Pistols поднялись на 8-е место национального хит-парада с треком «Holidays in the Sun», после чего вышел их первый и единственный «официальный» альбом Never Mind the Bollocks, Here’s the Sex Pistols. Спровоцировав очередную волну общественных дебатов, он возглавил британские чарты. В декабре была опубликована одна из первых книг о панк-роке: «The Boy Looked at Johnny», Джули Бёрчилл и Тони Парсонс.

### Австралия
В феврале 1977 года фирма EMI выпустила дебютный альбом The Saints, (I'm) Stranded, который был записан группой за два дня. После этого The Saints переехали в Сидней; в апреле они объединились с Radio Birdman для масштабного концерта на сцене Paddington Town Hall. В тот же период в Сиднее была сформирована группа Last Words. Месяц спустя The Saints переехали в Великобританию. В июне Radio Birdman выпустили альбом Radios Appear на собственном лейбле Trafalgar.
В свою очередь, выпустив дебютный сингл «Television Addict», группа The Victims на короткое время стала лидером ещё одной крупной панк-сцены Австралии — города Перта. Вскоре к ним присоединился ещё один заметный коллектив — The Scientists, сформированный Кимом Салмоном после его ухода из The Cheap Nasties. Среди других групп, составляющих вторую волну панк-рока в Австралии, были: Johnny Dole & the Scabs, The Hellcats и Psychosurgeons (позже известные как The Lipstick Killers) из Сиднея, The Leftovers, The Survivors и Razar из Брисбена, La Femme, The Negatives и The Babeez (позже известные как The News) из Мельбурна. В тот же период получил известность ещё один австралийский коллектив — созданный под влиянием арт-рока Boys Next Door, участником которого был Ник Кейв, впоследствии ставший одним из самых известных музыкантов постпанка.

### Остальной мир
Панк-рок стал общемировым явлением, местные сцены сформировались во многих странах. Франция стала одним из первых неанглоязычных государств, где панк-движение адаптировалось под локальные реалии. Местная субкультура была создана поклонниками творчества Лу Рида и сосредоточилась вокруг столицы страны — Парижа, получив название «les punks». В след за первой франкоязычной группой, добившейся международной известности — Stinky Toys, Métal Urbain сыграли свой первый концерт в декабре 1976 года. В августе следующего года Asphalt Jungle выступили на втором панк-фестивале в Мон-де-Марсане. В сентябре состоялся релиз дебютного сингла Stinky Toys — «Boozy Creed». Возможно, это была первая неанглоязычная панк-запись, хотя, как отмечает музыковед Джордж Джимарк, сама спецификация формулировки «панк» делает это обстоятельство весьма спорным. В следующем месяце был выпущен первый сингл группы Métal Urbain — «Panik». В свою очередь, после релиза своего дебютного сингла — минималистичной панк-композиции «Rien à dire», группа Marie et les Garçons переехала из Лиона в Нью-Йорк, где стала частью движения диско-панк. До конца года были выпущены ещё два сингла, «Deconnection» (Asphalt Jungle) и «Killer Man» (Gasoline), помимо этого, вскоре были сформированы новые французские панк-коллективы, такие как Oberkampf и Starshooter.
В 1977 году состоялся релиз дебютного альбома гамбургской группы Big Balls and the Great White Idiot, возможно первого панк-ансамбля в Западной Германии. Также, среди других ранних немецких панк-групп был коллектив The Fred Banana Combo and Pack. В творческом плане местные панк-музыканты ориентировались, в основном, на британских коллег, впоследствии сформировав т. н. «Новую Немецкую Волну» (Neue Deutsche Welle). Пионерами этого движения были такие исполнители, как Nina Hagen Band и S.Y.P.H., характерной чертой которых был истошный вокал и провокации публики на концертах. Прежде чем перейти в мейнстримовое русло в 1980-х, NDW привлекло политически сознательную и разноплановую аудиторию, включая участников левой альтернативной сцены и неонацистских скинхедов. Несмотря на конфронтационные взгляды и противоборствующие позиции, обе эти субкультуры привлекало представление о панк-роке как о «политическом, а также музыкальном „противостоянии системе“».

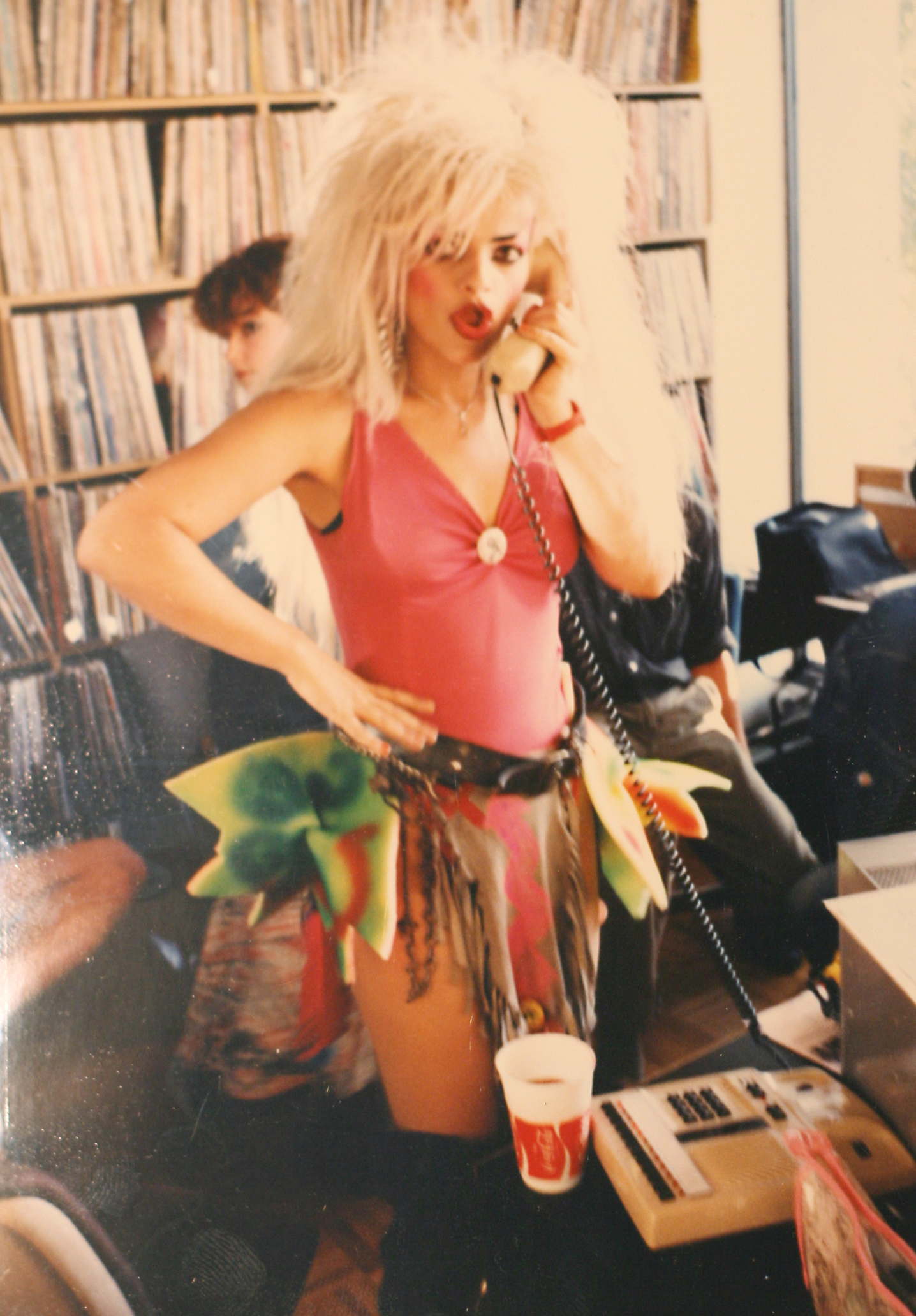
Нина Хаген — «мать немецкого панка» и звезда немецкой волны

Первоначально скандинавское панк-движение стимулировалось концертами таких коллективов, как The Clash и Ramones, шоу которых состоялись в Стокгольме в мае 1977 года, а также гастрольным туром Sex Pistols по городам Дании, Швеции и Норвегии в июле того же года. Первым шведским панк-синглом стал «Vårdad klädsel»/«Förbjudna ljud», выпущенный коллективом Kriminella Gitarrer в феврале 1978 года, он стал началом обширной шведской панк-волны, в которой фигурировали такие исполнители, как: Ebba Grön, KSMB, Rude Kids, Besökarna, Liket Lever, Garbochock, Attentat, и многие другие. Через пару лет в Швеции были выпущены сотни панк-синглов. В свою очередь, пионером финского панка была группа Briard, выпустившая в ноябре 1977 года двойной сингл «I Really Hate Ya»/«I Want Ya Back»; в числе других представителей финской сцены были: группа Eppu Normaali и певец Pelle Miljoona.
В Японии панк-движение развивалось вокруг групп, играющих в стиле арт/нойз, таких как Friction, и т. н. «психо-панк» коллективов — наподобие Gaseneta and Kadotani Michio. Новозеландская волна панк-рока была представлена группами: Scavengers и Suburban Reptiles (Окленд) и The Enemy (Данидин). Свои, локальные панк-сцены, продолжали появляться во многих европейских странах, среди их инициаторов были такие коллективы, как: The Kids и Chainsaw (Бельгия), The Suzannes и The Ex (Нидерланды), La Banda Trapera Del Río и Kaka De Luxe (Испания), а также Nasal Boys и Kleenex (Швейцария).
Индонезия была частью крупнейшего панк-движения в Юго-восточной Азии, в значительной степени подверженного влиянию музыки Green Day, Rancid и The Offspring. Молодые группы создали свою собственную андеграундную субкультуру, которая со временем мутировала в стиль, кардинально отличающийся от первоначальной версии.
Панк-музыка появилась в Южной Африке как прямое противопоставление консервативному правительству времён апартеида и идеологии расовой сегрегации. Первоначально лидерами движения стали такие группы, как Wild Youth и National Wake (конец 1970-х — начало 1980-х), в свою очередь, в середине 1980-х известность получили коллективы: Powerage и Screaming Fetus (Дурбан) и Toxik Sox (Йоханнесбург). Между тем, творчество мексиканской ска-панк-сцены было посвящено проблемам миграции из страны, а также культурному самокопанию и соотношению сил, влияющих на социальные категории и социальную идентичность.

## Раскол и разделение направлений

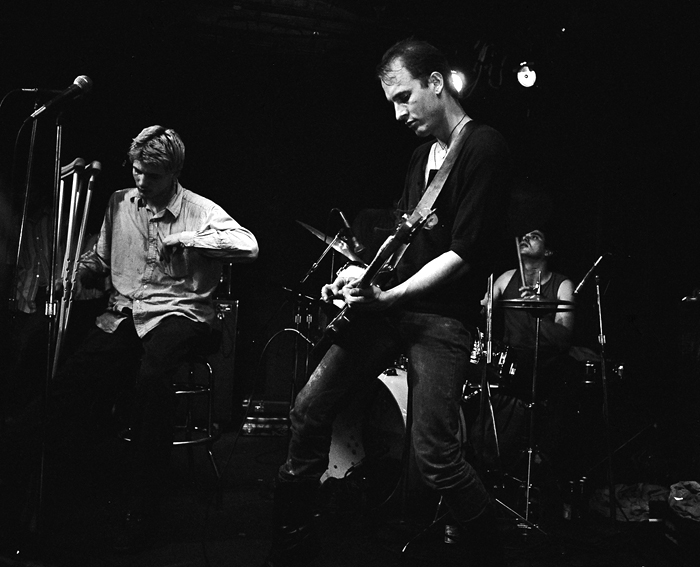
Группа Flipper соединила в своей музыке элементы «классического» панка, постпанка и хардкора (1984)

На рубеже 1978—1979 годов в Южной Калифорнии появился хардкор-панк. В связи с этим возникла конкуренция между приверженцами нового звука и представителями оригинального панк-движения. Музыканты хардкора были нацелены на более молодую, более обывательскую аудиторию, в связи с чем многие воспринимали этот жанр как антиинтеллектуальный, чрезмерно агрессивный и музыкально-скудный. В столице штата эти конкурирующие субкультуры часто именовались как «голливудские панки» и «пляжные панки» соответственно, ссылаясь на центральную позицию Голливуда в классическом панк-движении Лос-Анджелеса и популярность хардкора среди молодёжи береговой линии Саут-Бэй и округа Ориндж.
Поскольку вскоре хардкор стал доминирующим стилем на местной сцене, калифорнийское панк-движение раскололось. Впоследствии та же ситуация произошла на всей территории страны — многие группы первой и второй волны сменили музыкальное направление (некоторые из них перешли в хардкор), а молодые музыканты, вдохновлённые движением, начали экспериментировать с новыми вариациями панка. Так, в 1979 году бывшие музыканты групп Negative Trend и The Sleepers создали коллектив под названием Flipper, в музыке которого были соединены элементы «классического» панка, постпанка и хардкора. Быстро добившись популярности, они стали «королями американского андеграунда на несколько последующих лет». Тем не менее, ряд коллективов — в первую очередь Ramones, Richard Hell and the Voidoids и Johnny Thunders and the Heartbreakers — остались привержены оригинальному панку.
В июне 1978 года, во время гастролей по Великобритании, распалась группа Radio Birdman. В тот же период панк-движение Соединённого Королевства раскололось на две социальные группы: музыкантов из среднего класса, многие из которых были связаны с искусством и являлись представителями богемы, и представителей рабочей среды. Однако, в отличие от Северной Америки, большинство коллективов британской панк-сцены продолжили музыкальную карьеру, активно занимаясь творчеством, даже когда их стили эволюционировали в смежные жанры. Между тем, в Британии появились два новых направления — Oi! и анархо-панк. Музыкально они были выдержаны в том же агрессивном ключе, что и американский хардкор, и были обращены к различным социальным группам с пересекающимися, но самобытными идеями, выдержанными в концепции борьбы с истеблишментом. По мнению публициста Дейва Лэнга, «Модель для самопровозглашённого панка (ставшего аутентичным) после 1978 года, возникшая благодаря восьмитактовому ритму Ramones в размере 4/4, наиболее характерна для музыки The Vibrators and The Clash. … Теперь стало важно звучать определённым образом, чтобы быть признанным „панк-группой“». В феврале 1979 года бывший басист Sex Pistols Сид Вишес умер от передозировки героина. Если распад Sex Pistols, годом ранее, ознаменовал конец оригинальной панк-сцены Великобритании и обещание культурной трансформации, то смерть Вишеса для многих стала знаком, что она была предопределена с самого начала.
К концу десятилетия панк-движение разделилось по культурным и музыкальным направлениям, тем не менее сохранив различные поджанры и сцены. С одной стороны были группы новой волны и музыканты постпанка; некоторые из них использовали более мейнстримовые музыкальные формы — добившись широкой популярности, другие же записывали экспериментальную и менее коммерческую музыку. В свою очередь, с другой стороны, находились представители хардкора, Oi! и анархо-панка, направлений, которые были тесно связаны с андеграундными субкультурами и имели множество поджанров. На стыке этих двух течений формировались поп-панк группы, сочетающие в своём творчестве смесь мейнстрима и андеграунда с целью создать «идеальную запись»; по словам Кевина Лицетта из The Mekons, это было чем-то вроде: «Комбинации ABBA и Sex Pistols». Кроме того, появился целый ряд других стилей, многие из которых представляли собой кроссоверы с уже устоявшимися жанрами. Так, альбом The Clash London Calling, выпущенный в декабре 1979 года, демонстрировал глубину наследия классического панка — сочетая панк-рок с регги, ска, ритм-н-блюз и рокабилли. Впоследствии он был признан одной из лучших рок-записей всех времён. Тем не менее, как заметил фронтмен Flipper Брюс Лоуз, высокий консерватизм хардкор-сцены сказался на разнообразии музыки, которую можно было услышать на панк-концертах — в худшую сторону. Если первая волна панк-рока, как и большинство рок-сцен, была в большей степени ориентирована на мужчин, хардкор и Oi! ещё больше усилили этот гендерный фактор, так как стали идентифицироваться со слэмом и мошем, которые являлись одними из характерных черт этих стилей.

## Смежные жанры

### Нью-вейв

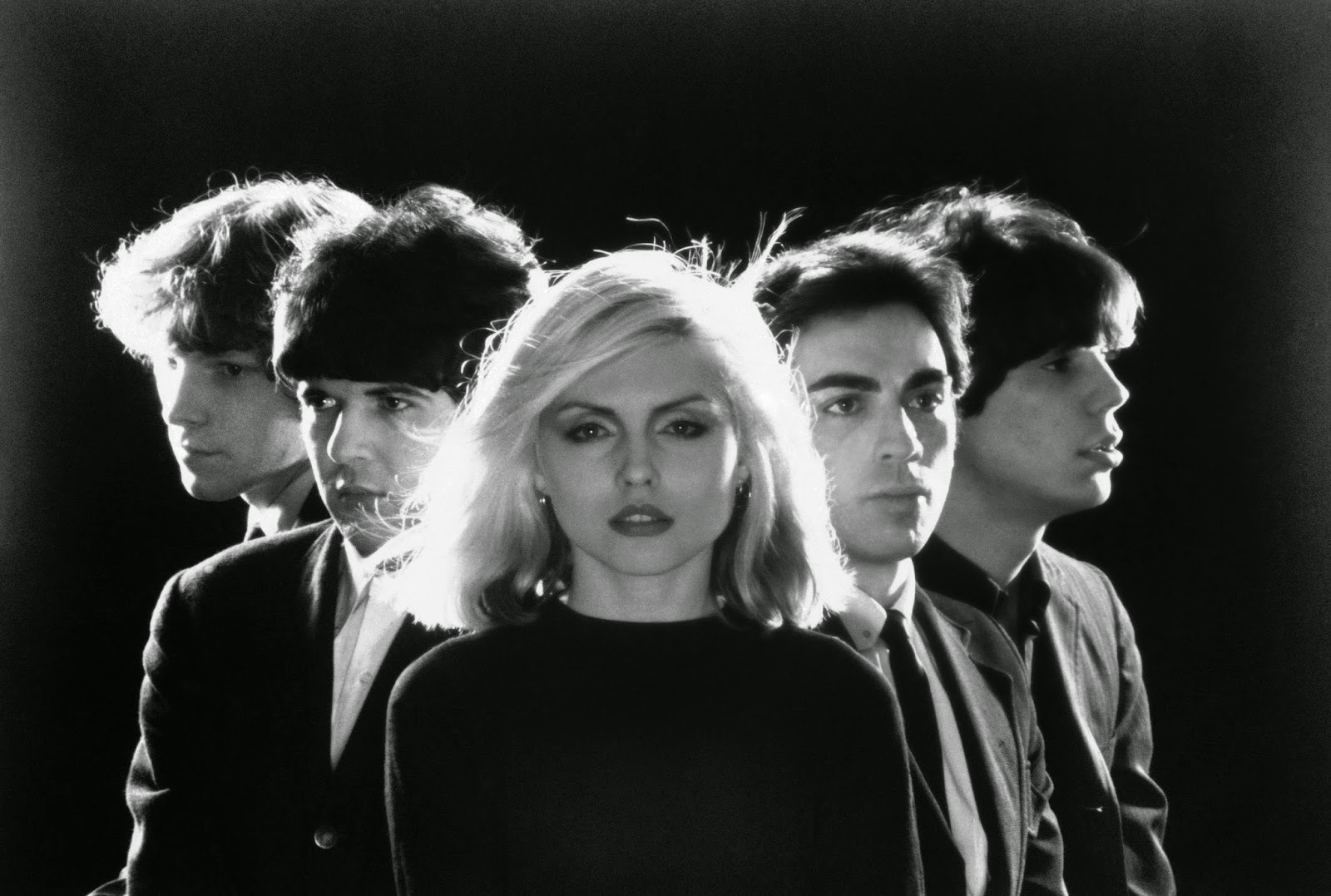
Один из самых популярных коллективов новой волны — Blondie

В 1976 году — сначала в Лондоне, затем в США — был введён термин «new wave» (новая волна), в качестве дополнительного обозначения для новых, формирующихся сцен и групп, которые также были частью «панка»; по существу эти два термина были взаимозаменяемыми. Идею использования понятия «новая волна» в контексте панк-музыки приписывают журналисту NME Рою Карру, который позаимствовал его из французского кинематографа 1960-х годов. Впоследствии термин приобрёл индивидуальное значение: такие коллективы, как The Cars (Бостон, клуб Rat), The Go-Go’s (Лос-Анджелес), The Police (Лондон), а также Blondie и Talking Heads (Нью-Йорк, клуб CBGB) расширили инструментальное звучание своей музыки, добавив в неё танцевальные ритмы и сделав акцент на более качественном продюсировании. В связи с этим, подобные группы начали именовать новой волной, в качестве отдельного жанра, и больше не называли панком. По словам Дэйва Лэнга, некоторые британские коллективы, первоначально связанные с панком, намеренно стремились стать частью новой волны, чтобы избежать цензуры на радио и выглядеть более презентабельно для концертных промоутеров.
Благодаря включению элементов музыки и моды панк-рока в более поп-ориентированные, менее «опасные» стили, музыканты новой волны стали очень популярны по обе стороны Атлантики. «Новая волна» стал всеобъемлющим термином, охватывающим разные стили, такие как ту-тоун, ска, мод-ревайвл (вдохновлённый музыкой The Jam), поп-рок (Элвис Костелло и ХТС), новая романтика (Ultravox и Duran Duran), а также синти-поп, с такими группами, как Tubeway Army (начинавшие как прямолинейное панк-трио), Human League и «внутренних диверсантов» Devo, которые «вышли за пределы панка ещё до появления настоящего панка». Новая волна произвела сенсацию в поп-культуре с приходом музыкального телевидения, а именно — дебютом MTV в 1981 году, так как многие клипы музыкантов этого жанра находились в постоянной ротации телеканала. Тем не менее, многие критиковали жанр за поверхностное содержание и однообразие музыки.

### Постпанк
В 1976—1977 годах, в разгар британского панк-движения, появились такие группы как Joy Division, The Fall и Magazine (Манчестер), Gang of Four (Лидс), а также The Raincoats (Лондон), которые вскоре стали центральными фигурами постпанка. Некоторые представители движения, такие как Throbbing Gristle и Cabaret Voltaire, активно занимались творчеством задолго до объединения постпанк-сцены; другие, такие как The Slits и Siouxsie and the Banshees, перешли в этот жанр непосредственно из панк-рока. Через несколько месяцев после распада Sex Pistols Джон Лайдон, больше не именовавший себя Роттеном, стал сооснователем коллектива Public Image Ltd.. В том же году (1978) Лора Лоджик, ранее игравшая в X-Ray Spex, сформировала группу Essential Logic. Годом позже был образован ещё один коллектив, ставший пионером жанра — Killing Joke. Музыка этих групп зачастую носила экспериментальный характер — как и у некоторых представителей новой волны; в связи с этим, классификация «постпанк» в большей степени касалась звука, который, как правило, был менее поп-ориентированным, более мрачным и менее мелодичным, иногда граничащим с атональностью, как в случае с музыкой групп Subway Sect и Wire. Помимо этого, особенностью жанра было смысловое содержание песен — противостояние истеблишменту, что являлось непосредственным наследием панк-рока. На музыку исполнителей постпанка повлиял целый спектр музыкантов арт-рока: от Сида Барретта и Капитана Бифхарта, до Roxy Music и Дэвида Боуи (периода краут-рока, т. н. «берлинская трилогия»).

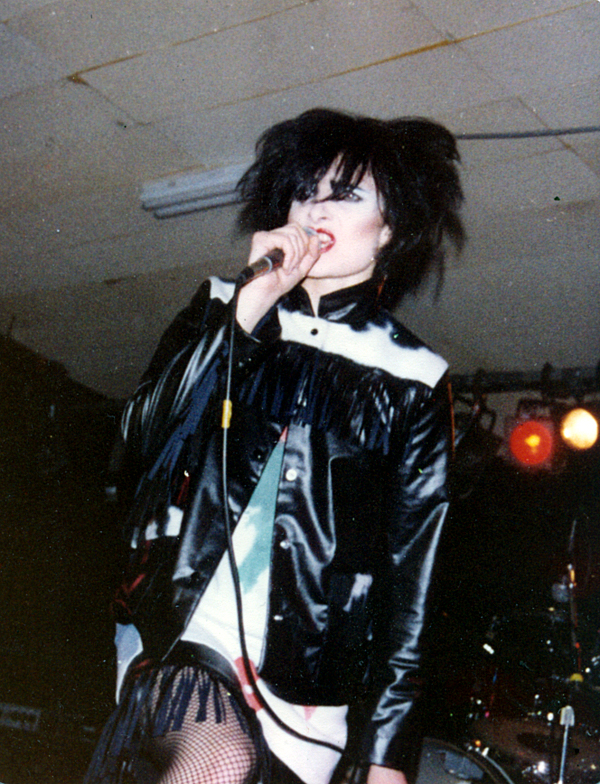
Сьюзи Сью, ведущая-вокалистка группы Siouxsie and the Banshees, во время выступления в 1980 году

Постпанк объединил в себе новое содружество музыкантов, журналистов, менеджеров и медиа-персон; в числе последних выделялись Джефф Трэвис и Тони Уилсон — основатели лейблов Rough Trade и Factory соответственно, которые внесли большой вклад в производственную и дистрибьюторскую инфраструктуру инди-сцены, набравшей обороты в середине 1980-х годов. Впоследствии некоторые постпанк-коллективы добавили в свою музыку больше мелодизма, позаимствовав элементы нью-вейва, и переориентировали своё творчество на американскую аудиторию, среди самых ярких их представителей были — New Order (сформированная бывшими участниками Joy Division), U2 и The Cure. В свою очередь, ещё один коллектив, начинавший в постпанке — Bauhaus, стал основообразующей группой готик-рока. Другие, такие как Gang of Four, The Raincoats и Throbbing Gristle, которые в то время не пользовались большим успехом среди поклонников жанра, в ретроспективе воспринимались как значимые представители постпанк-движения, оказавшие значительное влияние на современную популярную культуру.
Ряд американских исполнителей впоследствии были переклассифицированы в категорию постпанка; так, влияние этого направления выделяют в поздних записях протопанк-коллектива Pere Ubu, а выпущенный в 1977 году дебютный диск группы Television Marquee Moon относят к числу основополагающих альбомов жанра. В свою очередь, один из самых влиятельных американских постпанк-коллективов — Mission of Burma, разнообразил его звучание, добавив в экспериментальный контекст своей музыки ритмические инновации из хардкора. Помимо этого, в конце 1970-х в Нью-Йорке сформировалось авангардное движение под названием ноу-вейв, которое стало феноменом местной сцены и зачастую рассматривается как американская версия постпанка. Среди его пионеров были такие музыканты, как Джеймс Чэнс и Лидия Ланч, которая дала название жанру — заявив в одном из интервью в ответ на вопрос, «играет ли она new wave»: «Уж скорее no wave!». В тот же период в Австралии (Мельбурн) была сформирована т. н. Little band scene (рус. Сцена маленьких групп), основоположниками которой был местный коллектив — Primitive Calculators; музыканты этого сообщества внесли весомый вклад в эксперименты со звучанием постпанка. В 1980 году ещё один резидент Мельбурна — The Boys Next Door — переехал в Лондон, где изменил название на Birthday Party, впоследствии эволюционировав в группу Nick Cave and the Bad Seeds и став видным представителем жанра. Впоследствии постпанк стал мощным источником вдохновения для музыкантов альтернативного рока, которые отмечали разнообразие звучания этого жанра, отразив зеркальный эффект интереса исполнителей постпанка к музыке новой волны.

### Хардкор-панк

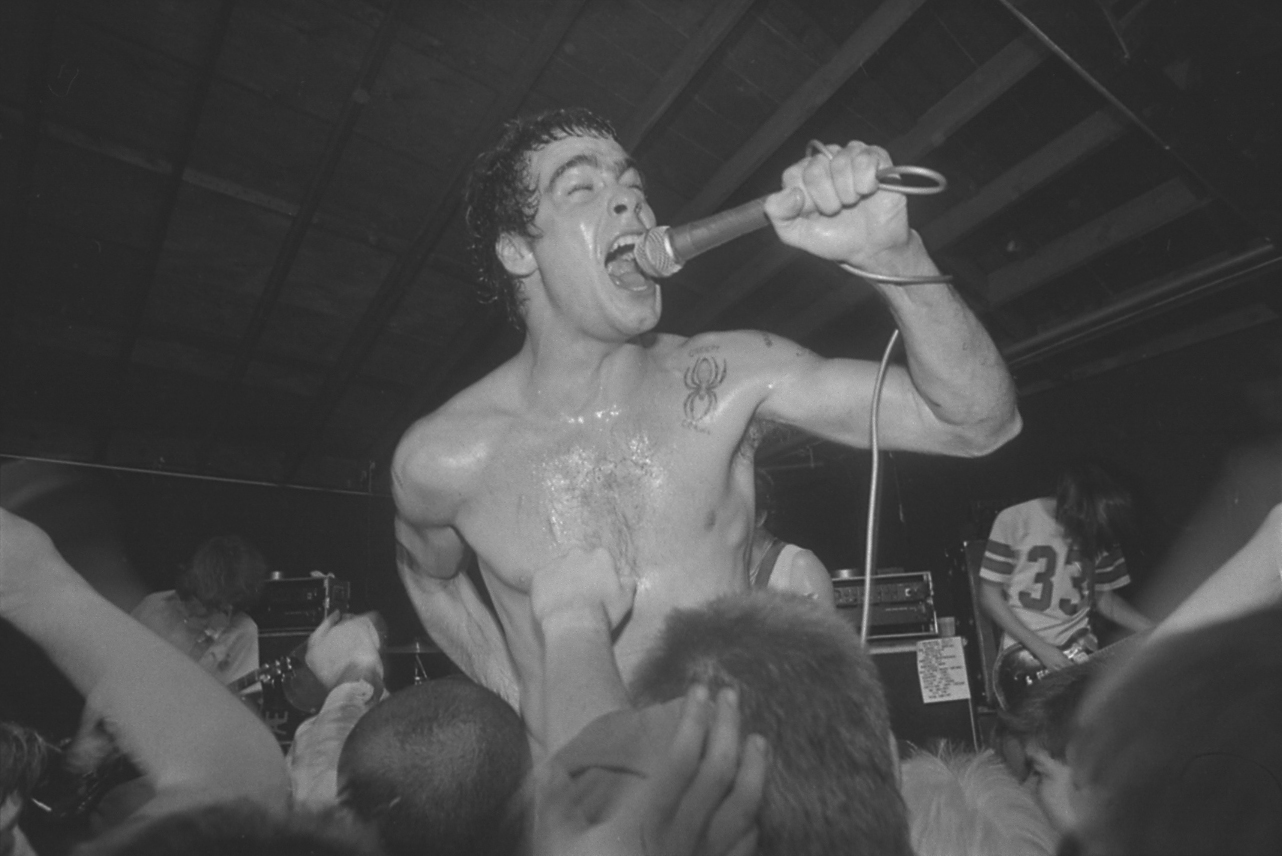
Концерт панк-группы Black Flag

Самостоятельный поджанр панка, был сформирован в 1978 году на территории США и Канады. Отличительными особенностями хардкора являются: высокая скорость, агрессивный бит и скриминговый тип исполнения, зачастую песни этого направления посвящены политическим проблемам и направлены против мейнстримовой культуры и среднего класса. Первая крупная сцена, сфокусированная на хардкор-музыке, была сформирована в Южной Калифорнии (1978—1979 годы), вокруг коллективов The Germs и Fear. Вскоре движение распространилось по всей территории Северной Америки, а также в других англоязычных странах. По словам писателя Стивена Блаша, «хардкор был рождён в мрачных пригородах Америки. Родители переезжали в эти ужасные пригороды, чтобы спасти своих детей от городской „действительности“, однако, всё это закончилось [появлением] новой породы монстра».
Одними из первых групп, записавших материал в стиле хардкор, были представители Южной Калифорнии — Middle Class и Black Flag. В свою очередь, коллектив Bad Brains — полностью состоящий из чернокожих музыкантов, что являлось редкостью для панк-рока в любой период — вошёл в историю, став катализатором хардкор-сцены в другой части страны — Вашингтоне, выпустив сингл «Pay to Cum». Среди других пионеров жанра были такие группы, как: Big Boys (Остин), Dead Kennedys (Сан-Франциско) и D.O.A. (Ванкувер). Вскоре, хардкор-сцену Южной Калифорнии пополнил ещё ряд коллективов: Minutemen, Descendents, Circle Jerks, Adolescents и T.S.O.L., в свою очередь, в Вашингтоне появились — The Teen Idles, Minor Threat и State of Alert, а в Техасе — MDC и The Dicks. К 1981 году хардкор стал доминирующим стилем панк-рока не только в Калифорнии, но и на большей части всей Северной Америки. Своя локальная сцена разрасталась в Нью-Йорке, среди её представителей были как переехавшие туда группы — Bad Brains (Вашингтон), The Misfits и Adrenalin O.D. (Нью-Джерси), так и местные коллективы — The Mob, Reagan Youth и Agnostic Front. В том же году движение пополнилось ещё одной нью-йоркской командой — Beastie Boys, которая впоследствии прославилась в качестве хип-хоп трио. Некоторое время спустя (1981—1982 годы) появились такие группы, как: Cro-Mags, Murphy's Law и Leeway. В 1983 году ряд коллективов — Naked Raygun (Чикаго), Zero Boys (Индианаполис), The Faith (Вашингтон), а также Hüsker Dü и Willful Neglect (Сент-Пол, т. н. хардкор-сцена двух столиц) — развили звучание хардкора в более экспериментальном и мелодичном направлении, тем самым расширив аудиторию жанра. В свою очередь, литературное содержание жанра, по большей своей части, опиралось на критику культуры потребления и ценностей среднего класса, хрестоматийным примером этой тенденции является песня группы Dead Kennedys Holiday in Cambodia. Впоследствии хардкор станет американским панк-стандартом на всё следующее десятилетие.
В хардкор-субкультуре существовало отдельное направление под названием стрэйт-эдж, среди приверженцев которого были такие группы, как: Minor Threat, SS Decontrol (Бостон) и 7 Seconds (Рино). Они выступали против гедонического образа жизни и ментальности саморазрушения, свойственных многим музыкантам панк-сцены. Идеологией движения было позитивное мировосприятие и частичный (а иногда и полный) отказ от сигарет, алкоголя, наркотиков и беспорядочного секса. Многие сторонники стрэйт-эджа становились вегетарианцами.
Ещё одно направление хардкора, связанное с позитивным мышлением, было сформировано вокруг субкультуры скейтбордистов и получило название скейт-панк. Музыканты этого жанра внесли множество инноваций в звучание хардкора, расширив его и образовав несколько смежных стилей. Так, группа Big Boys стала основоположником стиля фанккор, в то время как калифорнийский коллектив Suicidal Tendencies скомбинировал хардкор с хеви-металом, тем самым сформировав жанр кроссовер-трэш. В свою очередь, участники группы D.R.I. ещё больше повысили скорость исполнения музыки, в результате создав предпосылки для появления трэшкора (середина 1980-х). Оба поджанра развивались практически одновременно, в разных местах и независимо друг от друга: первый в Лос-Анджелесе, второй в Хьюстоне. Помимо этого, ещё одними инноваторами движения была группа Tales of Terror, музыканты которой смешивали в своих песнях хардкор с психоделическим роком, тем самым создав основу для будущего звучания стиля гранж. В свою очередь, коллектив Void (Вашингтон) одним из первых скрестил панк с металом, повлияв на развитие жанра трэш-метал.

### Oi!

Обложка сборника Strength Thru Oi! со скандальным фото британского скинхеда и уголовника Никки Крейна

Следуя примеру британских панк-групп первой волны — Cock Sparrer и Sham 69, ряд представителей второй — Cockney Rejects, Angelic Upstarts, The Exploited, Anti-Establishment и The 4-Skins — стремились адаптировать жанр под вкусы рабочего класса, тем самым создав идею, которая получила дальнейшее развитие у музыкантов смежного поджанра — стрит-панка. По словам публициста Саймона Рейнольдса, для этой цели музыка жанра должна была оставаться «доступной и неприхотливой». Изначально новый стиль назывался «настоящим панком» или уличным панком; однако, в 1980 году он получил более ёмкий термин — Oi!, идею которого приписывают музыкальному журналисту Гарри Бушеллу. Частично, название происходит от привычки группы The Cockney Rejects кричать перед каждой своей песней «Oi! Oi! Oi!», вместо распространённых «1,2,3,4!».
По словам гитариста группы The Business Стива Кента, появление Oi! движения было обусловлено конкретным фактором — многие представители первой панк-волны были «модной молодёжью из университетов, использующей [в своих песнях] сложные слова, старающейся выглядеть артистично… тем самым теряя связь [с аудиторией]». В свою очередь Гарри Бушелл отмечал, что «Панк должен был являться рупором [людей], ждущих пособие по безработице, в действительности же большинство из них [людей] были из другой среды. Однако, Oi! представлял собой каноничность панк-мифологии. В тех местах, откуда пришли [эти группы], панк-рок был жёстче и агрессивнее, за счёт этого музыка получилась аналогичного качества». Тем не менее, многие публицисты высказывали своё пренебрежение представителям данного жанра из-за его простоты и незамысловатости, так Лестер Бэнгс охарактеризовал Oi! как «политизированные футбольные кричалки для безработных деревенщин». Политизированный контекст был использован во многих композициях жанра, многие группы стремились выразить в них суровые реалии периода правления Маргарет Тэтчер, другие коллективы акцентировали внимание на более глобальных вещах. В частности, одна из песен The Exploited — «Punks Not Dead» — обращалась к международной аудитории. Песня стала своеобразным гимном среди неблагополучной мексиканской молодёжи в 1980-х (известной как «bandas» — банды, одна из них даже взяла название, использовав аббревиатуру песни — PND).
Хотя большинство Oi! коллективов первой волны были аполитичны или придерживались левых взглядов, многие из них стали привлекать аудиторию нс-скинхедов. Периодически скинхеды устраивали дебоши на концертах таких групп — выкрикивая фашистские лозунги и провоцируя драки. Кроме того, некоторые Oi! исполнители неохотно реагировали на критику их фанатов в том, что они стали восприниматься как «истеблишмент среднего класса», тем самым потеряв часть аудитории. Вскоре среди обывателей движение стало ассоциироваться преимущественно с правыми группами молодёжи. В мае 1981 года был выпущен сборник Strength Thru Oi!, который увеличил негативное восприятие жанра среди народных масс, став причиной общественной полемики из-за того, что на его обложке была изображена фотография неонациста в воинствующей позе. Как выяснилось впоследствии, нацист был осуждён за нападения на расовой почве. Также создателей сборника обвиняли в том, что его название было созвучно с известным нацистским лозунгом, что лишь увеличило градус скандала. Со временем, ситуация вокруг движения лишь обострялась, а 3 июля, во время концерта групп The Business, The 4-Skins и The Last Resort, проходившего в зале Hamborough Tavern (район Саутхолл), группа местной азиатской молодёжи подожгла помещение, посчитав мероприятие неонацистским сбором. После этого инцидента Oi! стал ассоциироваться в прессе с ультраправыми, и вскоре популярность движения пошла на спад.

### Анархо-панк

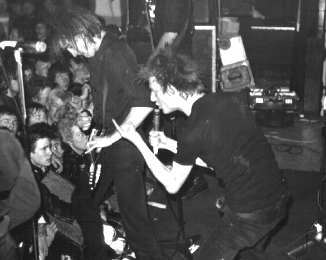
Crass считаются создателями анархо-панка. Отличительными чертами жанра были: полностью чёрная одежда музыкантов и негация культа личности рок-звезды

Движение анархо-панка развивалось параллельно с Oi! и американским хардкором. Изначально субкультура была вдохновлена музыкой группы Crass, их идейной общиной Dial House, а также независимым лейблом Crass Records, основанным этой же группой. Впоследствии жанр сформировался вокруг творчества таких коллективов, как: Subhumans, Flux of Pink Indians, Conflict, Poison Girls и The Apostles, которых, помимо музыки, связывали анархические взгляды и приверженность DIY-идеологии. Отличительной чертой звучания этих групп были: назидательный вокал, атональность мелодий, примитивный продакшн материала, а также тексты, наполненные политическим и социальным содержанием, часто затрагивающие проблемы классового неравенства и военной агрессии. Анархо-панк-музыканты и их фанаты презирали оригинальную панк-сцену из-за её позёрства. По словам музыкального историка Тима Гослинга, они воспринимали «булавки и ирокезы как нечто большее, чем легкомысленный фэшн-образ, культивируемый средствами массовой информации и шоу-бизнесом…. В отличие от Sex Pistols, которые кичливо демонстрировали плохие манеры и оппортунизм в отношении „истеблишмента“, анархо-панки просто предпочитали держаться от „истеблишмента“ подальше, во всех отношениях».
Впоследствии на основе анархо-панка было сформировано несколько самостоятельных движений, участники которых разделяли схожие политические взгляды. Так, в 1980 году группа Discharge стала катализатором жанра ди-бит, знаменательным специфическим битом ударных. В свою очередь, группы Amebix и Antisect развили звучание анархо-панка в более экстремальный стиль, получивший название краст-панк. Помимо этого, некоторые из ведущих коллективов анархо-панка, такие как The Varukers, Discharge и Amebix, а также исполнителей Oi! — The Exploited и Charged GBH, впоследствии стали центральными фигурами британского хардкор-движения, получившего название UK 82. Кроме того, ряд коллективов анархо-панка, таких как Napalm Death, Carcass и Extreme Noise Terror, стали родоначальниками стиля грайндкор, характерными чертами которого были чрезвычайно быстрый темп и гитарные приёмы в духе дэт-метала. В США анархо-панк получил развитие преимущественно на западе страны — Another Destructive System (Южная Калифорния), Dead Kennedys и MDC (Сан-Франциско).
В середине 2000-х идеи раннего анархо- и пис-панка, в частности, таких групп как The Mob, Rubella Ballet, Exit-Stance и Zounds, снова стали актуальны на зарождающейся волне джи-бит/гот-панк. Вдохновлённые в равной мере ранним готик-роком и анархо-панком, музыканты таких групп, как Arctic Flowers, Lost Tribe, Spectres, Belgrado и Dekoder, разнообразили атмосферное звучание постпанка агрессией и политическими мотивами из краст- и пис-панка, что в итоге привело к созданию мощной сцены в США, Канаде и европейских странах.

### Поп-панк

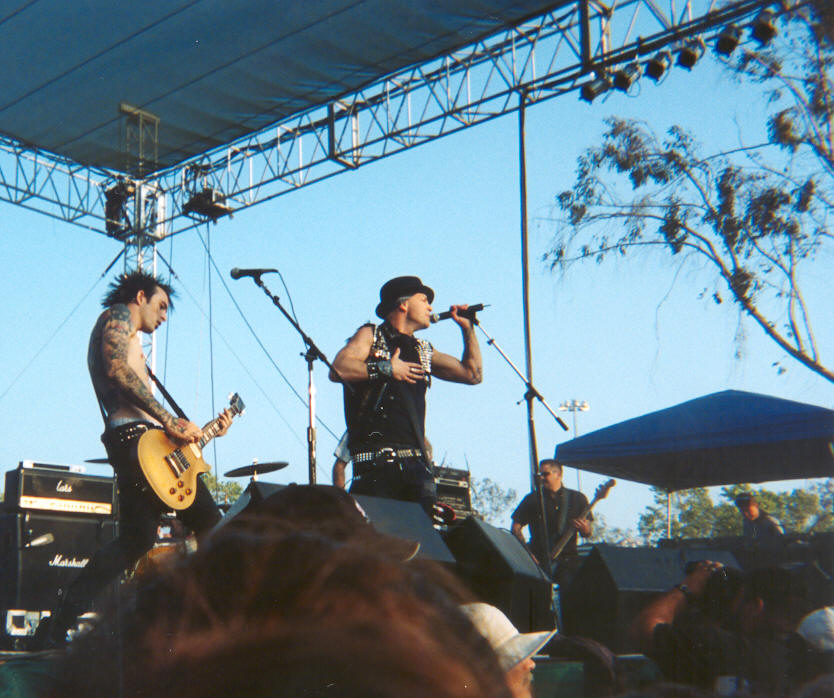
Концерт группы Rancid, 2005 год

Концепция поп-панка сформировалась благодаря музыкантам группы Ramones, которые первыми стали комбинировать в своём творчестве панк с мелодизмом в духе Beach Boys и популярным в 1960-х годах направлением бабблгам-поп. В конце 1970-х годов ряд британских коллективов (Buzzcocks и The Undertones) продолжили развивать эту идею, соединив гармоничность поп-музыки со скоростью и агрессивностью панк-рока, а также сделав содержание текстов своих песен более мейнстримовым. В начале 1980-х годов некоторые из ведущих групп южнокалифорнийской хардкор-сцены также начали разбавлять звучание своих треков более мелодичными музыкальными формами, что было типично для большей части панк-сцены того времени. Так, по словам музыкального журналиста Бена Майерса, участники Bad Religion «наполнили свой озлобленный, политизированный звук сглаженными гармониями», став одними из пионеров мелодик-хардкора, а Descendents «начали писать песни чуть ли не в стиле Beach Boys — о девушках, еде и тусовках».
В 1980 году Бретт Гуревич (Bad Religion) основал лейбл Epitaph Records, ставший стартовой площадкой для многих будущих поп-панк-групп. Некоторые из этих коллективов (The Queers и Screeching Weasel) впоследствии начали комбинировать панк с ещё более беззаботными поп-мелодиями, тем самым оказав мощнейшее влияние на будущих звёзд жанра — Rancid, Blink-182, Green Day, Sum 41 и The Offspring — добившихся популярности среди мейнстримовой аудитории в середине 1990-х годов и записавших ряд сверхуспешных дисков. Помимо музыкальной составляющей, некоторые представители движения начали акцентировать тексты своих песен на юмористическом и оскорбительном содержании, среди наиболее известных таких команд были — The Vandals и Guttermouth. По прошествии времени, помимо Калифорнии, крупные поп-панк-сцены сформировались в Чикаго и Миннеаполисе, некоторые коллективы которых, например, Dillinger Four, запустили обратную тенденцию — вернулись к более агрессивному, оригинальному звучанию в пределах жанра, а также сохранили местную идентичность. Многие мейнстримовые поп-панк группы, такие как Blink-182, впоследствии подверглись критике со стороны поклонников панк-рока; так, по мнению публициста Кристин Ди Беллы (англ. Christine Di Bella): «Этот панк унаследовал только самые элементарные детали, которые практически не отражают родословную [жанра], за исключением трёхаккордовой структуры песен».

### Другие поджанры и направления

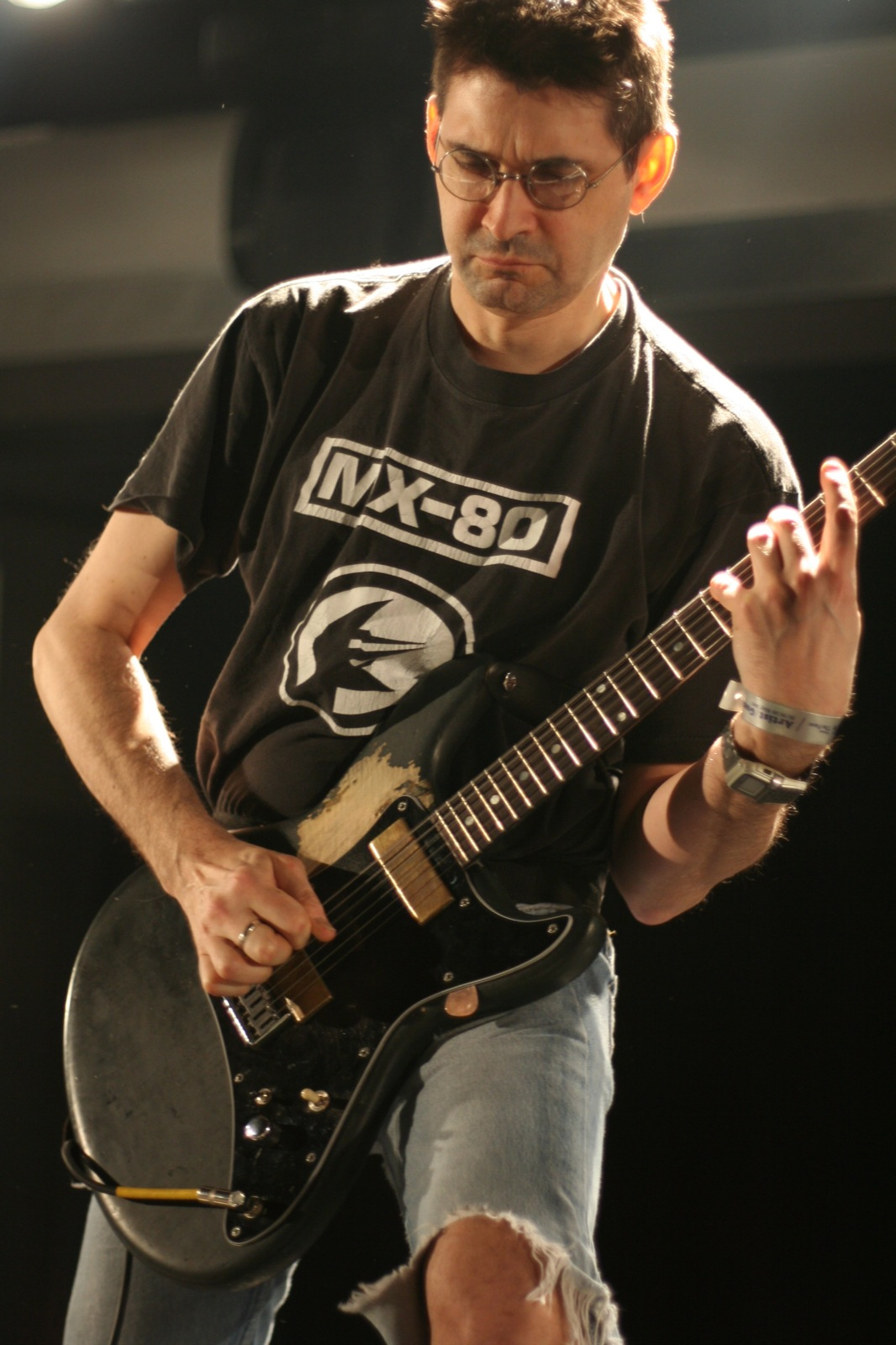
Стив Альбини, 2007 год

Начиная с 1977 года панк-рок скрещивали со многими другими популярными музыкальными жанрами. Так, представители калифорнийской панк-рок-сцены заложили основу для нескольких разноплановых смежных направлений: дэт-рок (The Flesh Eaters); чикано-панк (The Plugz) и панк-блюз (The Gun Club). В свою очередь, The Meteors из Южного Лондона и переехавшие из Нью-Йорка в Лос-Анджелес The Cramps (1980 год), стали пионерами жанра сайкобилли. Помимо этого, среди других новаторов движения были такие группы, как Violent Femmes из Милуоки, сформировавшие американскую фолк-панк-сцену, и The Pogues из Лондона, ставшие пионером похожего звучания в Европе, названного кельтик-панком. Кроме того, дебютный альбом трио Beastie Boys — Licensed to Ill записанный на стыке панка и хип-хопа, стал прообразом жанра рэпкор.
Одновременно с панк-роком появились группы, причисленные впоследствии критиками к арт-панку: Pere Ubu, Talking Heads, The Ex, Devo. Как правило, группы играли в разных стилях, экспериментируя с панк-музыкой (что стало называться «авангардным панком»), а также сильно выделялись из сонма типичных панк-коллективов с соответствующей идеологией. Из арт-панка впоследствии вышел ноу-вейв (Teenage Jesus & the Jerks, James Chance & The Contortions, DNA), ставший тоже неотъемлемой частью панка и альтернативной сцены.
Другие группы комбинировали панк-рок с более футуристичным звуком, который впоследствии перерос в отдельные направления. Так, концепция объединения элементов электронного рока с панком стала основой для жанра синти-панк, также известного как электропанк. Стиль был сформирован в период между 1977 и 1984 годами, когда некоторые панк-музыканты стали заменять гитары синтезаторами, в свою очередь, сам термин синти-панк был придуман в 1999 году Дэмиеном Рэмси, чтобы обозначить самобытность направления. Среди популярных исполнителей этого жанра были: Suicide (Нью-Йорк), The Screamers и Nervous Gender (Лос-Анджелес), австралийский коллектив JAB и немецкая группа DAF, а также британский коллектив The Prodigy, некоторые записи которого пресса зачастую называла «электронным панком». Образованная в 1981 году чикагская группа Big Black, в состав которой входил известный андерграундный продюсер Стив Альбини, оказала мощное влияние на целый ряд стилей: нойз, индастриал, а также математический рок. Коллектив просуществовал всего пять лет, однако оставил яркий след на творчестве музыкантов будущей альтернативной сцены. В середине 1980-х годов популярность обрёл гаражный панк, среди пионеров этого жанра были такие группы, как: Thee Mighty Caesars (Медуэй), Dwarves (Чикаго) и Exploding White Mice (Аделаида), которые вернули звучание панка к его первоначальным корням — гаражному року 1960-х. Один из коллективов этого движения — Mudhoney из Сиэтла, впоследствии стал одной из центральных фигур в развитии жанра гранж. В свою очередь, британская группа The Mekons соединила в своём творчестве панк-рок с кантри, тем самым оказав значительное влияние на развитие альт-кантри. В США Jason & the Scorchers, Meat Puppets и Social Distortion продолжили традиции этого жанра в отдельном направлении — кантри-панк.
Помимо этого, в конце 1990-х появился отдельный электронный стиль, включающий в себя элементы панка и новой волны — электроклэш. Жанр представлял собой нечто среднее между пародией на ранний синти-поп 1980-х и глубоким переосмыслением электронной музыки в рамках новых веяний и экспериментов. Среди известных его представителей были такие коллективы, как: Goldfrapp, Peaches и LCD Soundsystem.

## Наследие и влияние

### Альтернативный рок
Андеграундное панк-движение послужило источником вдохновения для целой плеяды исполнителей, которые впоследствии развили первоначальное звучание жанра в иных направлениях, либо привнесли в него музыкальные элементы из других стилей. Панк-бум конца 1970-х годов оказал долгосрочное влияние на музыкальную индустрию, стимулируя рост её независимого сектора. Британские группы, такие как New Order и The Cure, звучание которых в начале 1980-х находилось на стыке постпанка и новой волны, впоследствии стали основоположниками новых стилей, а также оказали существенное влияние на формирующуюся индастриал-сцену конца 1980-х. Хотя эти коллективы имели коммерческую популярность в течение длительного периода карьеры, они продолжали придерживаться андеграундного стиля и немейнстримовой идентичности. В свою очередь, ряд коллективов из США, таких как Hüsker Dü и The Replacements, стирали в своей музыке барьеры между панк-роком и более мелодичными жанрами, экспериментируя со звуком. Их музыка впоследствии была названа «колледж-роком».
В 1985 году редакция Rolling Stone посвятила материал андеграундной сцене Миннеаполиса и инновационному хардкор-движению Южной Калифорнии (Black Flag и Minutemen), заявив следующее: «Оригинальный панк стал историей. Лучшие американские панк-рокеры перешли на новый уровень. Они научились играть на своих инструментах. Они открыли для себя мелодии, гитарные соло и тексты, которые представляют собой нечто большее, чем выкрикивание политических лозунгов. Некоторые из них даже открыли для себя Grateful Dead». Во второй половине 1980-х эти группы, многие из которых превзошли своих предшественников (как исполнителей оригинального панк-рока, так и музыкантов постпанка) в популярности и коммерческом успехе, получили более обобщающую классификацию — исполнители альтернативного рока. Этот жанр является собирательным понятием, которое включает в себя такие стили, как: дрим-поп, шугейзинг, гранж и, в широком смысле, все музыкальные направления периода второй половины 1980-х и 1990-х годов, объединённые идеологией панк-рока и сформированные в андеграундной среде.

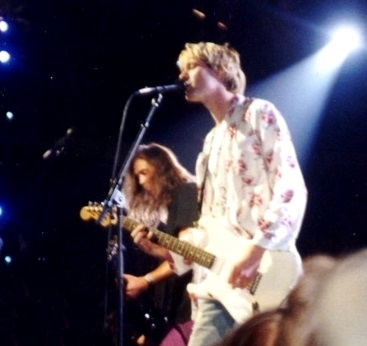
Музыканты группы Nirvana Крист Новоселич и Курт Кобейн (на переднем плане), 1992 год

По прошествии времени, крупные рекорд-лейблы стали проявлять большой интерес к андеграундной сцене, что было связано с ростом популярности таких альтернативных исполнителей, как Sonic Youth и Pixies, а также стабильного интереса к хардкор-панку на протяжении многих лет. В 1991 году группа Nirvana выпустила альбом Nevermind, который добился грандиозного (и неожиданного) успеха среди массовой аудитории и вывел альтернативный рок в мейнстрим, сделав весь жанр сверхуспешным коммерческим предприятием; в том же году был издан диск Out of Time группы R.E.M., который был выдвинут на семь статуэток «Грэмми» (рекорд того года), тем самым окончательно закрепив успех альтернативного рока среди обывателей. Впоследствии участники Nirvana ссылались на панк-рок в качестве основного фактора влияния на их музыку. «Панк — музыкальная свобода» — отмечал фронтмен группы Курт Кобейн, — «Это [возможность] говорить, делать и играть то, что тебе хочется». Успех Nevermind стал дорогой в большой шоу-бизнес для широкого круга других альтернативных исполнителей «вне зоны доступа», таких как Pearl Jam и Red Hot Chili Peppers, и подпитывал интерес к альтернативному року на протяжении 1990-х годов.

### Эмо
В изначальном виде эмо представлял собой более музыкально-разнообразный, нежели впоследствии, поджанр панка. Стиль был сформирован в середине 1980-х музыкантами вашингтонской панк-сцены и носил название «Эмокор» — сокращение от «эмоциональный хардкор». Сам термин появился благодаря своеобразной манере исполнения материала музыкантами этого жанра — в крайне эмоциональной и исповедательной форме (иногда они даже плакали); также, характерной особенностью этого направления были тексты песен, затрагивающие личную боль и переживания автора. Первая волна эмо включала такие группы, как Rites of Spring, Embrace и One Last Wish — данные коллективы имели локальный успех у публики и представляли собой андеграундную субкультуру. В конце 1980-х бывшие участники Embrace сформировали группу Fugazi, которая стала катализатором второй волны эмо, сделав жанр гораздо более популярным в середине 1990-х годов. Впоследствии многие представители движения стали экспериментировать со звучанием, так музыканты из Antioch Arrow стали пионерами смежного стиля — скримо, в то время как другие (Sunny Day Real Estate) сделали его более мелодичным, близким к инди-року. В середине 1990-х группа Sunny Day Real Estate стала одной из определяющих в жанре «эмо» (в какой-то мере олицетворяя этот жанр), также большое влияние на этот стиль оказала пластинка Pinkerton (1996) группы Weezer. В конце 1990-х группа Jimmy Eat World вывела звучание жанра в более мейнстримовый радиоформат, скомбинировав оригинальный звук эмокора с поп-панком, благодаря чему добилась популярности, выпустив ряд успешных альбомов. В 2000-х такие группы как, My Chemical Romance, Panic! At The Disco и Fall Out Boy сделали музыку жанра ещё более поп-ориентированной. Эта музыка имела мало общего с панком и получила название эмо-поп.

### Хеви-метал
Хеви-метал представлял собой эволюцию стиля эйсид-рок — одного из ответвлений хард-рока, который, в свою очередь, возник из музыки гаражного панка. Первоначально, на будущий звук хеви-метала оказало влияние сырое, искажённое звучание группы MC5, участники которой начали играть в жанре гаражного рока, переехав в Детройт в середине 1960-х, эта же музыка оставила свой отпечаток на формировании панк-рока спустя десятилетие. Большое влияние на хеви-метал оказало творчество группы The Stooges, в частности, такие её песни, как «I Wanna Be Your Dog», которая содержит тяжёлые гитарные пауэр-аккорды с эффектом дисторшна. Впоследствии панк-бум оказал негативное влияние на метал-сцену середины 1970-х, так как потерял часть популярности в момент расцвета этого жанра, в частности, из-за того, что многие ведущие панк-исполнители высказывались пренебрежительно о метал-сцене. Однако, в 1975 году была основана группа Motörhead, ставшая ключевой командой, которая заняла нишу на стыке панка и хеви-метала — коллектив уменьшил в своей музыке элементы блюза, добавил в неё динамичный темп панка и ещё более усилил звук, как у Judas Priest. Новое поколение британских метал-исполнителей, озаглавленное NWOBHM (группы Iron Maiden, Saxon и Def Leppard), вернуло хеви-металу лидирующие позиции, многие американские метал-группы также вышли в мейнстрим (Mötley Crüe, Bon Jovi) на волне популярности глэм-метала и музыкальных телеканалов, наподобие MTV. Тем не менее, большинство исполнителей NWOBHM, а также смежных метал жанров, таких как трэш-метал и металкор, перенимали многие панк-элементы — агрессивность, высокую скорость исполнения, а также низкокачественный звук и DIY-эстетику — напрямую, записывая и выпуская свой материал самостоятельно. Панк-мода оказала непосредственное влияние на моду хеви-метала, что выразилось, в частности, в распространённости в обоих стилях элементов БДСМ. В свою очередь, один из поджанров метала — трэш-метал — заимствовал два элемента, которые не характерны для других метал-жанров: мошинг и стэйдж дайвинг, напрямую из «субкультуры панка и хардкора».

### Квиркор и Riot grrrl

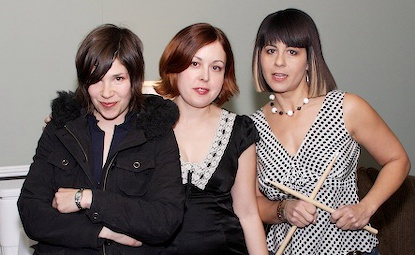
Группа Sleater-Kinney, 2006 год

В 1990-е годы было сформировано движение квиркор — его ядром были группы, в которых фигурировали музыканты с нетрадиционной ориентацией (геи и лесбиянки), а также бисексуалы и прочие представители ЛГБТ-движения. Среди этих коллективов были такие, как: God Is My Co-Pilot, Pansy Division, Team Dresch и Sister George, творчество которых было вдохновлено музыкой панков-гомосексуалов раннего поколения, таких как Джейн Каунти, Phranc и Рэнди Тёрнер, а также коллективов наподобие Nervous Gender, The Screamers и Coil. Звучание квиркора охватывает различные стили панка и альтернативы, в свою очередь, его лирическое содержание зачастую посвящено предрассудкам, гендерной самоидентификации, сексуальной идентичности и индивидуальным правам человека. Движение продолжает развиваться в XXI веке, чему способствуют различные форумы и фестивали, такие как Queeruption.
Движение Riot grrrl являлось важным элементом феминистического сообщества. Оно было сформировано путём объединения риторики и философии панк-рока с идеями современного феминизма. О появлении этого феномена было объявлено в 1991 году во время концерта женских групп на фестивале альтернативной музыки International Pop Underground Convention в Олимпии. Выступление проходило под лозунгом — «Love Rock Revolution Girl Style Now», а его участницами были: Bikini Kill, Bratmobile, Heavens to Betsy, L7 и Mecca Normal. Принципы движения были ориентированы на феминистические проблемы и прогрессивную политику в целом; его важными элементами также являлись философия «сделай сам» и фэнзины. Цель сообщества представляла собой создание культурно-технологического пространства для феминизма и привлечение внимания к его проблемам при помощи средств массовой информации и современных технологий. Помимо идеологии, сущность панк-рока была отражена в музыке движения, которая исполнялась в яростной и эмоциональной манере и имела андеграундные корни. В 1994 году Корин Такер и Кэрри Браунштейн, бывшие участницы квиркор-групп Heavens to Betsy и Excuse 17 соответственно, объединились в команду под названием Sleater-Kinney, которая стала одним из самых влиятельных коллективов движения riot grrrl. В свою очередь, в 1998 году вокалистка группы Bikini KIll, Кэтлин Ханна, сформировала сольный проект под названием Le Tigre, в творчестве которого затрагивала вопросы социально-политического толка, а также проблемы феминизма и ЛГБТ.

## Возрождение

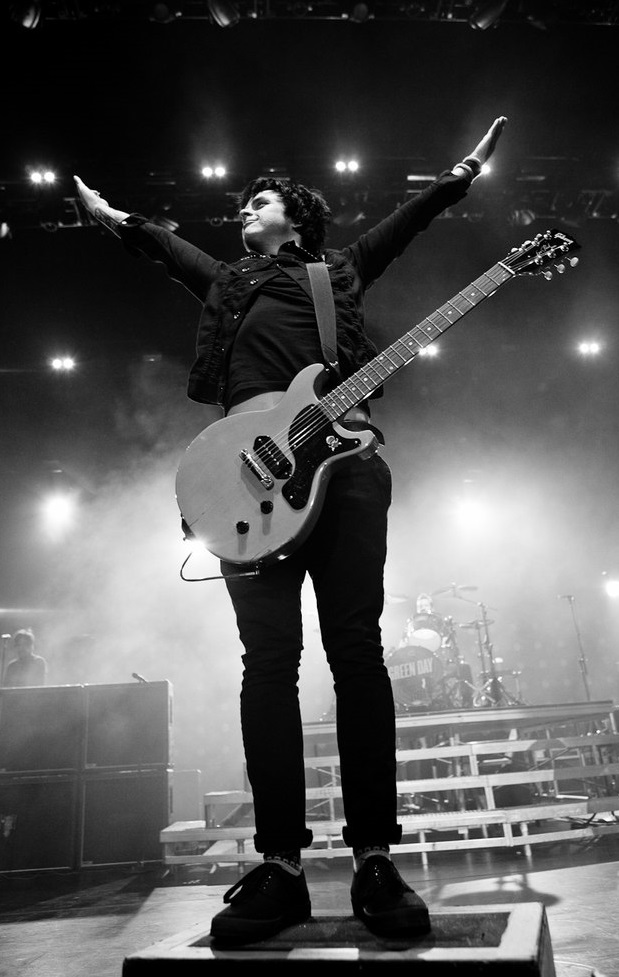
Билли Джо Армстронг из группы Green Day на концерте, 2013 год

К 1990-м годам панк-рок укоренился в западной поп-культуре настолько, что крупные рекорд-лейблы начали использовать различные фэшн-элементы жанра для продвижения некоторых мейнстримовых исполнителей под имиджем «бунтарей». Маркетологи капитализировали стиль и скандальность панка, начав упоминать его даже в рекламе — так, в телевизионном ролике автомобиля Subaru Impreza (1993 года), утверждалось, что машина была «как панк-рок». Наряду с Nirvana, многие ведущие гранж-группы начала 1990-х отмечали влияние ранних панк-исполнителей на своё творчество. Благодаря оглушительному успеху альбома Nevermind, крупные звукозаписывающие компании вновь начали проявлять интерес к жанру, проанализировав его коммерческий потенциал.
1993 год стал поворотным для коммерциализации панк-рока — калифорнийские группы Green Day и Bad Religion подписали контракты с мейджор-лейблами, тем самым превратив жанр в часть мейнстрима. Годом позже, Green Day выпустили пластинку Dookie, которая стала хитом, разойдясь тиражом более 9 млн копий всего за два года (причём только в США). В свою очередь, диск Bad Religion — Stranger than Fiction был отмечен «золотым» сертификатом на родине группы. Другие калифорнийские панк-группы также начали добиваться мейнстримовой популярности, выпуская свои записи на независимом лейбле Epitaph Records, ставшим своеобразной площадкой для местного поп-панка в целом. Так, в 1994 году на нём были выпущены альбомы: Let’s Go (Rancid), Punk in Drublic (NOFX) и Smash (The Offspring), каждый из которых был продан тиражом более 500 000 экземпляров. В июне того же года сингл группы Green Day — «Longview» — занял первое место в чарте Modern Rock Tracks и попал в Top-40 Hot 100 Airplay, возможно, став первой панк-песней, добившейся подобного успеха; всего через месяц после этого вышел трек «Come Out and Play» группы The Offspring, который также имел высокие показатели на американском радио. Важную роль в популяризации поп-панка сыграли телеканал MTV и лос-анджелесская радиостанция KROQ-FM, хотя NOFX отказались передавать MTV свои видео, подчеркнув приверженность истокам жанра.
В середине 1990-х широкую популярность обрёл жанр ска-панк, благодаря успеху таких групп, как Mighty Mighty Bosstones (Бостон), No Doubt (Анахайм) и Sublime (Лонг-Бич). На волне роста интереса к ска, контракты с мейджор-лейблами заключили также коллективы Reel Big Fish (Хантингтон-Бич) и Less Than Jake (Флорида). Помимо этого, импульс получило ту-тоун движение — стиль, сформировавшийся во время второй волны панк-рока, схожий с музыкой ска, однако, имеющий более близкую структуру к своему ямайскому оригиналу — «ска 78 оборотов в минуту». Впоследствии исполнители третьей волны ска разнообразили звучание жанра, добавив в него элементы из других стилей. Первым альбомом этого движения, добившимся широкой популярности, был диск группы Rancid — …And Out Come the Wolves (1995), получивший «золотой» статус на родине музыкантов; в свою очередь, выпущенный год спустя одноимённый лонгплей Sublime был отмечен «платиновым» сертификатом. В свою очередь, исполнители австралийской панк-сцены 1990-х — группы Frenzal Rhomb (скейткор) и Bodyjar (поп-панк), не только приобрели локальную популярность, но и оказали мощное воздействие на ска-сцену Японии.
Успех Green Day и огромные продажи альбома Dookie стали примером и ориентиром для многих поп-панк групп Северной Америки на протяжении всего десятилетия. Тем не менее, ряд представителей панк-сообщества выражали недовольство и проявляли негативную реакцию по поводу коммерциализации звука и ориентированности многих новых групп на мейнстримовую аудиторию. По мнению этих музыкантов, заключая контракты с мейджор-лейблами и регулярно появляясь на MTV, исполнители наподобие Green Day «продавались системе», тем самым подрывая саму суть философии панк-рока — борьбу с этой системой. Однако, такая позиция внутри панк-движения была не новой, подобные претензии предъявлялись регулярно во время скачков популярности жанра — начиная с резонансного обвинения в «продажности» музыкантов The Clash в 1977 году за заключение сделки с лейблом CBS Records. Впоследствии коммерческий рок-фестиваль Warped Tour (организованный фирмой Vans, специализирующейся на обуви для скейтеров), а также продажа одежды и аксессуаров, созданных под влиянием панк-моды, в сети магазинов Hot Topic (одного из крупнейших американских ретейлеров музыкальной атрибутики), окончательно укоренили жанр в мейнстриме.

## Панк-рок в мейнстриме
К началу 1998 года коммерческие показатели поп-панка несколько просели, однако, вскоре жанр реабилитировался. В ноябре был выпущен альбом Americana группы The Offspring (на лейбле Columbia), сразу же занявший 2-ю строчку национального хит-парада Billboard. Вскоре бутлег с MP3-файлами его первого сингла — «Pretty Fly (for a White Guy)» — был нелегально выложен в интернет, после чего его скачали более 22 млн раз (на тот момент, рекордный показатель). Год спустя состоялся релиз лонгплея Enema of the State, который был первым альбомом Blink-182, выпущенным на мейджор-лейбле. Этот диск также стал крупным хитом в своём жанровом сегменте, продемонстрировав высокие показатели — за год его тираж составил более 4 млн экземпляров; кроме того, он попал в Top-10 чарта Billboard. В январе 2000 года второй сингл этого диска — «All the Small Things» — занял 6-е место в Billboard Hot 100. Несмотря на то, что Blink-182 считались «последователями» Green Day, многие музыкальные критики сравнивали их творчество, а также рыночное положение с такими исполнителями тин-попа, как Бритни Спирс, Backstreet Boys и 'N Sync, целевой аудиторией которых также являлись подростки. Тем не менее, следующие два альбома группы — Take Off Your Pants and Jacket (2001) и Blink-182 (2003) — тоже стали хитами, заняв 1-е и 3-е место чарта Billboard соответственно. В ноябре 2003 года редакция газеты The New Yorker назвала феномен успеха Blink-182 «угорелым ребячеством», добавив: «[они] снискали массовую популярность у мейнстримовой аудитории, которая прежде считалась неприкосновенной среди панк-рок-пуристов».

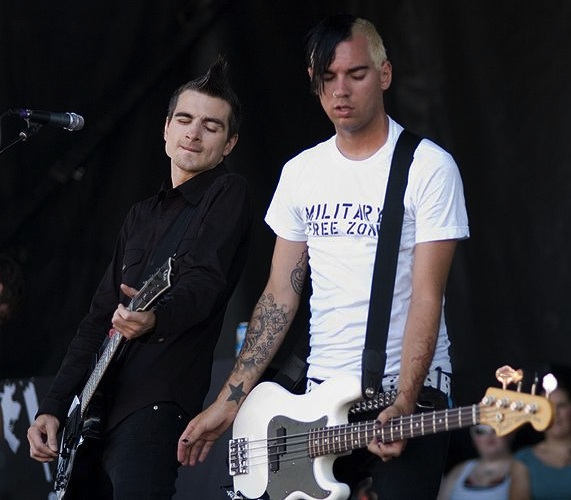
Выступление левополитической панк-группы Anti-Flag, 2006 год

Несмотря на схожую критику, некоторые другие североамериканские поп-панк-группы также добились мейнстримового успеха в первой половине 2000-х, продемонстрировав высокие финансовые показатели. Так, в 2001 году дебютный диск канадской группы Sum 41 — All Killer No Filler — достиг Top-10 местного хит-парада, а впоследствии получил «платиновый» статус в США. Текст и вокальная подача одного из синглов этого альбома — «Fat Lip», были охарактеризованы музыкальной прессой как «салага-рэп»; трек занял верхнюю строчку чарта Modern Rock Tracks, а его мелодия стала самым популярным рингтоном на телефонах Nokia. В свою очередь, главными звёздами поп-панка Австралии стали музыканты группы The Living End, чей одноимённый дебютный диск, записанный в стиле панкобилли, произвёл фурор на родине коллектива.
Эффект коммерциализации музыки стал вызывать всё больше полемики внутри панк-сообщества. Как заметил публицист Росс Хинфлер, многие фанаты жанра «презирают корпоративный панк-рок, типичный для таких групп, как Sum 41 и Blink-182». В то же время в Соединённых Штатах продолжал процветать политизированный и некоммерческий панк, выпускаемый на независимых лейблах. Так, начиная с 1993 года группа Anti-Flag сконцентрировала своё творчество на тематике прогрессивной политики: они активно критиковали консервативное правительство времён администрации Джорджа Буша-младшего на протяжении восьми лет его пребывания у власти. Самый популярный из этих коллективов — Rise Against — в 2000-х выпустил успешные альбомы The Sufferer & the Witness и Appeal to Reason, которые попали в Top-10 чарта Billboard. В свою очередь, диск New Wave группы Against Me!, активных сторонников левой идеологии, в 2007 году был назван редакцией журнала Spin альбомом года.

## Панк-рок в СССР и России

«Гражданская оборона», 1989 год, ДК МЭИ

В СССР нечто похожее на панк-рок зародилось в 1979 году не только в Ленинграде, с созданием группы Андрея Панова «Автоматические удовлетворители», но и в Прибалтике (группа «J.M.K.E.», «Propeller», «Velikije Luki»), в Сибири (Ник Рок-н-ролл, «Иван Морг и Мертвяки») и, что совсем неожиданно, в Крыму («Второй Эшелон», Юрий Юкс) практически единовременно.
Хронологически первой панк-рок-записью в Советском Союзе был одноимённый магнитоальбом эстонской группы «Propeller» 1980 года, исполненный преимущественно на эстонском языке. Первой же русскоязычной панк-записью стал альбом «Футбол» одноимённой группы Сергея Рыженко в 1982 году. Оба альбома вошли в альманах Александра Кушнира «100 магнитоальбомов советского рока».
Всё трудно вписываемое и малопонятное было принято подгонять под этот термин, вплоть до первого панк-фестиваля в Зеленограде, на котором участвовало ограниченное число исполнителей, звучащих по-разному. Панковские выходки, в том числе и музыкальные, сопровождали многие ныне позабытые коллективы, такие как «Народное ополчение», «Зебра», «Хаос Валет» (последние были близки более к нью-вейву, чем к панку). Также панк-рок использовала в своём творчестве группа «ДК» (альбом «Маленький принц» и некоторые композиции 1982—1985 годов).
После 1985 года и начала перестройки произошла формализация отдельных рок-организаций и соответствующее размежевание на нью-вейв и панк. Последним было сложно выступать на официальной сцене в силу протестности, вычурности внешнего вида и грязного звучания. Но ряды панк-коллективов стремительно пополнились такими группами как «Объект насмешек», «Диогены» (позже «Тупые»), «Уксус-бенд», «Чудо-Юдо», «НИИ Косметики» и другими.

«Автоматические удовлетворители», 1988 год

В Сибири в 1980-е годы появился так называемый «сибирский андеграунд», лидером и «иконой» этого движения стала группа Егора Летова «Гражданская оборона», в среде панков ставшая культовой. Характерное отличие «Г. О.» от других панк-коллективов — отсутствие «некрофилических» шуток в стиле «Sex Pistols» (такие шутки были присущи «Автоматическим удовлетворителям») и наличие активной гражданской позиции, в результате которой сибирские панк-группы в СССР были признаны социально опасными. Известными лидерами сибирского панк-рока, кроме «Гражданской обороны», были «Инструкция по выживанию», «Чёрный Лукич», «Пик Клаксон», «Кооператив Ништяк», «Чернозём» и многие другие.
В период с 1987 по 1989 год, благодаря изменениям политической ситуации в стране, панк и постпанк коллективов стало на порядок больше, появились такие группы как «Матросская Тишина», «Пого», «Юго-запад», «Сектор газа», «Панки по пьянке», «Красная плесень». Весь этот объединённый пласт просуществовал практически до рубежа 1990-х, по разным причинам практически прекратив свою деятельность вместе с распадом СССР. Редким исключением явились такие коллективы, как «Автоматические удовлетворители», «Сектор газа» и некоторые другие, продолжившие работать.
В Москве начала 1990-х годов имел место т. н. «Всемосковский патриотический панк-клуб». На то время приходится волна подпольного московского панк-рока, представленного группами: «Резервация здесь», «Соломенные еноты», «Лисичкин хлеб», «Н. О. Ж.», «Брешь безопасности», «Банда четырёх», «Огонь», «Ожог», «Регион-77» — в некотором смысле реставрация волн сибирского панка конца 1980-х — начала 1990-х.

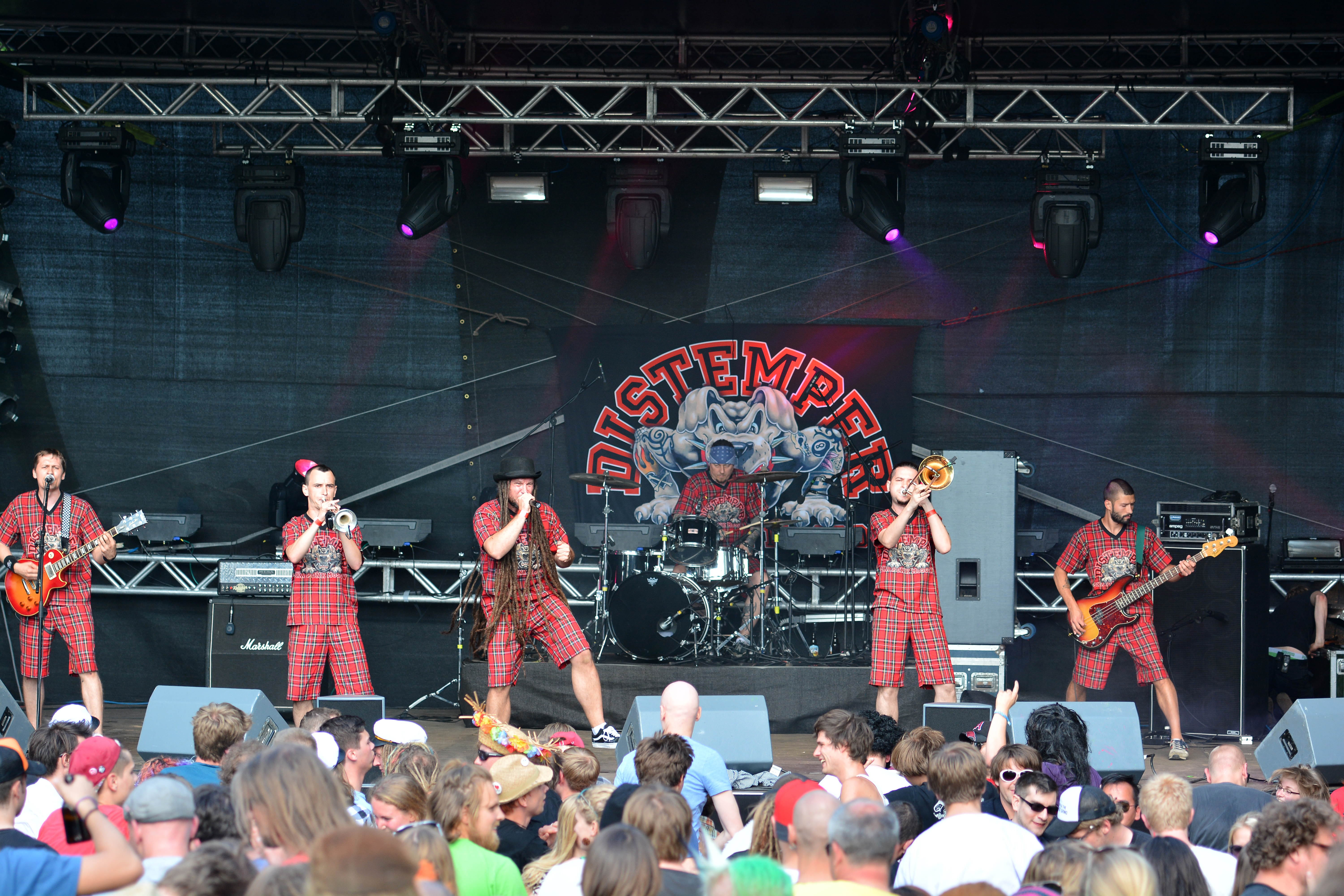
Группа «Distemper» — наиболее известная группа в жанре ска-панк

Во второй половине 1990-х в России (главным образом в Москве и Санкт-Петербурге) стал популярным целый ряд групп различных поджанров и «ветвей» панк-рока: в первую очередь это «НАИВ», «Тараканы!», «Пурген» в столице, в городе на Неве — «Король и Шут», воссозданный «Бригадный подряд», The Пауки и др. Ска-панк представляли такие группы, как «Spitfire», «Distemper», «Элизиум». Весьма интересны региональные панк-рок-группы, среди которых ярко выделялись «Оргазм Нострадамуса» из Улан-Удэ и «F.P.G.» из Нижнего Новгорода.

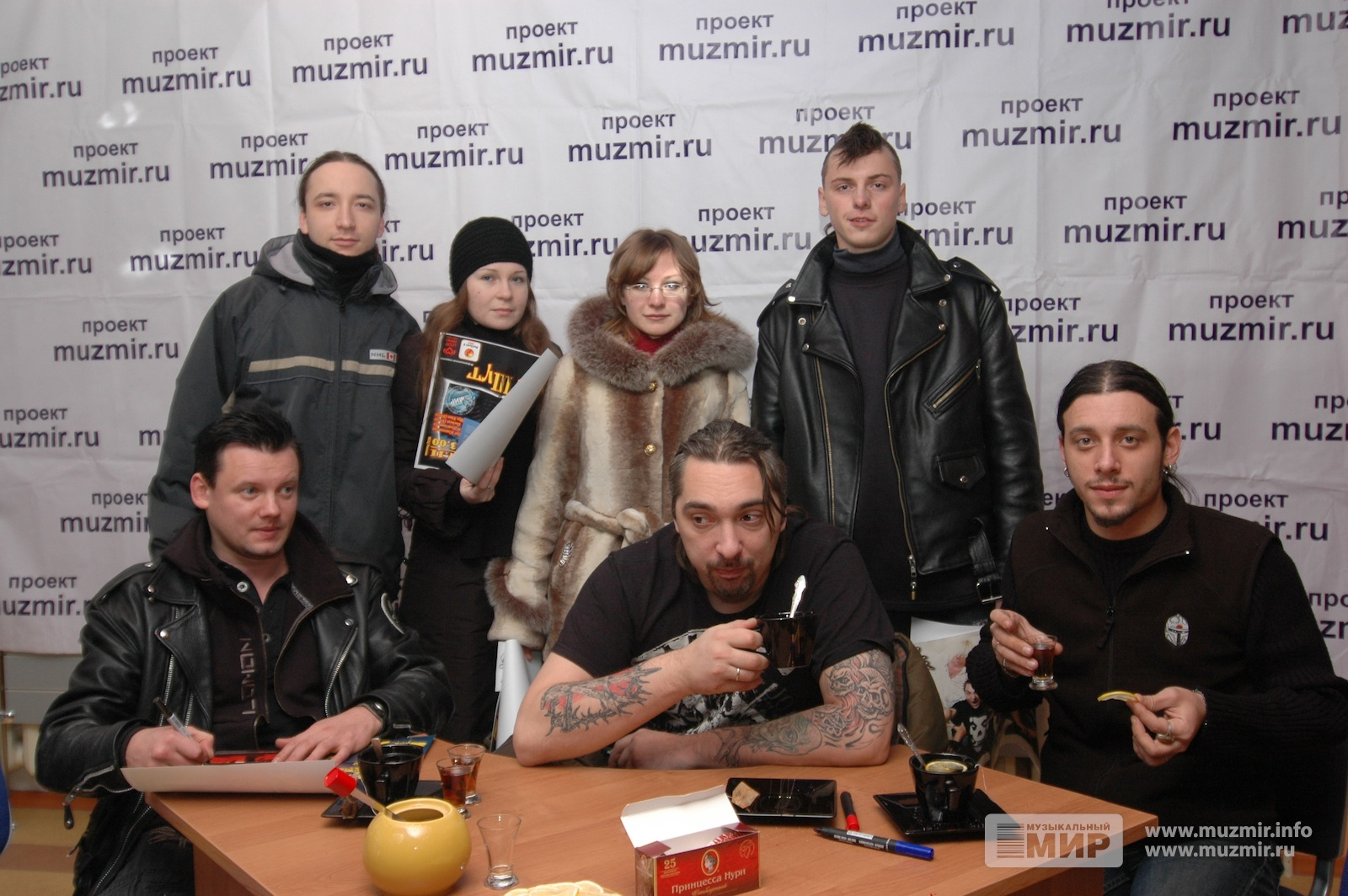
Группа «Король и Шут» стала одной из самых популярных русских панк-групп XXI столетия, также популяризировав жанр хоррор-панк

В 2000-х годах были сформированы такие панк-группы, как: «Йорш», «КняZz», «Тени Свободы», «Пасош» — из столичного региона, «Электрические партизаны» (Санкт-Петербург), «Рабфак» (Екатеринбург), «Беz Фанатиzма» (Новосибирск), «Сказки Чёрного Города» (Воронеж) и Союз Созидающих (Невинномысск). Некоторые новые коллективы выступали в смежных к панку жанрах: «Общежитие», «Голос Омерики», «Кок Оду» (Москва), «В ОТРЫВ!» (Озёрск), «Дайте танк(!)» (Коломна), «Паранойя и Ангедония» (Красноярск) и «ЯйцЫ Fаберже» (Орёл). В 2006 году в самой западной точке России была сформирована хардкор-группа «Индульгенция».
В 2008 году образовалась группа «Порнофильмы». В 2010 году появился сайд-проект фронтмена группы «НАИВ» Александра «Чачи» Иванова — «Radio Чача». В 2013 году была создана группа «Северный Флот», сформированная бывшими музыкантами одной из самых популярных российских панк-групп, «Король и Шут», после смерти её лидера Михаила Горшенёва.
В российской панк-культуре широко распространён клич «Хой!». Многие российские панк-группы — «Сектор Газа», «Красная плесень», «Король и Шут», «Гражданская Оборона» и другие — использовали слово «Хой» в своём творчестве. Согласно одной из версий происхождения, слово «Хой» берёт своё начало от английского «Oi!», которое служило приветствием для кокни, а впоследствии стало кличем и приветствием для сторонников «Oi!-движения». В начале 1980-х годов «Oi!» было позаимствовано советскими рок-музыкантами, которые в своём развитии в условиях «железного занавеса» воспринимали западную музыку (прежде всего, англоязычную) как образец для подражания.
Существуют разные мнения о первенстве применения слова «хой» в русской панк-культуре. Согласно одной версии, оно придумано лидером группы «Гражданская оборона» Егором Летовым при прослушивании музыки Oi!. Мотивируя тем, что в России всё начинается с «Х», он переделал возглас «Oi!» в «Хой!». С 1984 года он регулярно использовал слово «Хой» в текстах своих песен («Детский доктор сказал „Ништяк“», «Открытая дверь», «Не смешно», «Бесполезен», «Про дурачка» и др.) и при общении с залом на концертах именно как панк-клич, как приветствие. Вторая версия происхождения основана на том, что слово «Хой» существовало раньше, чем Егор Летов появился на сцене как автор-исполнитель. В альбоме «Аквариума» «Табу» (1982) есть две песни, в которых используется это слово: «Береги свой хой» и «Аристократ». В «словаре тёмных слов» к альбому была дана расшифровка слова: «Хой — творческая духовная энергия». Также данный клич в том же году использовал Майк Науменко в альбоме «LV».

## Ключевые релизы
Список базируется на основе следующих рейтингов: «11 лучших панк-альбомов всех времён» The Telegraph, «20 лучших панк-альбомов в истории» LA Weekly, «40 величайших панк-альбомов всех времён» Rolling Stone, а также рейтинга сайта AllMusic и расположен в порядке дат выхода альбомов.
| Список релизов                | Список релизов                                  | Список релизов | Список релизов                   | Список релизов                 | Список релизов                   |
| ----------------------------- | ----------------------------------------------- | -------------- | -------------------------------- | ------------------------------ | -------------------------------- |
| Исполнитель                   | Название                                        | Год выпуска    | Жанр                             | Лейбл                          | Рейтинг Allmusic                 |
| MC5                           | Kick Out the Jams                               | 1969           | Протопанк, панк-рок, эйсид-рок   | Elektra Records                | Альбом (англ.) на сайте AllMusic |
| New York Dolls                | New York Dolls                                  | 1973           | Глэм-панк, хард-рок              | Mercury Records                | Альбом (англ.) на сайте AllMusic |
| The Stooges                   | Raw Power                                       | 1973           | Протопанк, панк-рок              | Columbia Records               | Альбом (англ.) на сайте AllMusic |
| Патти Смит                    | Horses                                          | 1975           | Панк-рок                         | Arista Records                 | Альбом (англ.) на сайте AllMusic |
| Blondie                       | Blondie                                         | 1976           | Нью-вейв, панк-рок               | Chrysalis Records              | Альбом (англ.) на сайте AllMusic |
| Ramones                       | Ramones                                         | 1976           | Панк-рок                         | Sire Records                   | Альбом (англ.) на сайте AllMusic |
| Sex Pistols                   | Never Mind the Bollocks, Here’s the Sex Pistols | 1977           | Панк-рок                         | Virgin Records                 | Альбом (англ.) на сайте AllMusic |
| The Damned                    | Damned Damned Damned                            | 1977           | Панк-рок                         | Stiff Records                  | Альбом (англ.) на сайте AllMusic |
| Wire                          | Pink Flag                                       | 1977           | Панк-рок, постпанк               | Harvest Records                | Альбом (англ.) на сайте AllMusic |
| Television                    | Marquee Moon                                    | 1977           | Постпанк, арт-панк               | Elektra Records                | Альбом (англ.) на сайте AllMusic |
| Richard Hell and the Voidoids | Blank Generation                                | 1977           | Панк-рок, арт-панк               | Sire Records                   | Альбом (англ.) на сайте AllMusic |
| The Stranglers                | No More Heroes                                  | 1977           | Панк-рок, новая волна            | United Artists Records         | Альбом (англ.) на сайте AllMusic |
| Siouxsie and the Banshees     | The Scream                                      | 1978           | Постпанк                         | Polydor Records                | Альбом (англ.) на сайте AllMusic |
| X-Ray Spex                    | Germfree Adolescents                            | 1978           | Панк-рок                         | EMI Records                    | Альбом (англ.) на сайте AllMusic |
| The Jam                       | All Mod Cons                                    | 1978           | Панк-рок, мод-ривайвл            | Polydor Records                | Альбом (англ.) на сайте AllMusic |
| Devo                          | Are We Not Men? We Are Devo!                    | 1978           | Панк-рок, нью-вейв               | Warner Bros. Records           | Альбом (англ.) на сайте AllMusic |
| The Clash                     | The Clash                                       | 1977           | Панк-рок                         | CBS Records                    | Альбом (англ.) на сайте AllMusic |
| The Clash                     | London Calling                                  | 1979           | Панк-рок                         | CBS Records                    | Альбом (англ.) на сайте AllMusic |
| Buzzcocks                     | Singles Going Steady                            | 1979           | Панк-рок                         | United Artists Records         | Альбом (англ.) на сайте AllMusic |
| The Slits                     | Cut                                             | 1979           | Постпанк                         | Island Records                 | Альбом (англ.) на сайте AllMusic |
| Gang of Four                  | Entertainment!                                  | 1979           | Постпанк                         | EMI Records                    | Альбом (англ.) на сайте AllMusic |
| The Germs                     | (GI)                                            | 1979           | Панк-рок, хардкор-панк           | Slash Records                  | Альбом (англ.) на сайте AllMusic |
| Joy Division                  | Unknown Pleasures                               | 1979           | Постпанк, готик-рок              | Factory Records                | Альбом (англ.) на сайте AllMusic |
| Dead Kennedys                 | Fresh Fruit for Rotting Vegetables              | 1980           | Хардкор-панк                     | Cherry Red Records             | Альбом (англ.) на сайте AllMusic |
| X                             | Los Angeles                                     | 1980           | Панк-рок                         | Slash Records                  | Альбом (англ.) на сайте AllMusic |
| Black Flag                    | Damaged                                         | 1981           | Хардкор-панк                     | SST Records                    | Альбом (англ.) на сайте AllMusic |
| The Replacements              | Sorry Ma, Forgot to Take Out the Trash          | 1981           | Панк-рок                         | Twin/Tone Records              | Альбом (англ.) на сайте AllMusic |
| Crass                         | Penis Envy                                      | 1981           | Анархо-панк                      | Crass Records                  | Альбом (англ.) на сайте AllMusic |
| The Exploited                 | Punk’s Not Dead                                 | 1981           | Стрит-панк, oi!                  | Secret Records                 | Альбом (англ.) на сайте AllMusic |
| Разные исполнители            | Strength Thru Oi!                               | 1981           | Oi!                              | Decca Records                  | Альбом (англ.) на сайте AllMusic |
| The Misfits                   | Walk Among Us                                   | 1982           | Хоррор-панк                      | Ruby Records                   | Альбом (англ.) на сайте AllMusic |
| Descendents                   | Milo Goes to College                            | 1982           | Панк-рок                         | New Alliance Records           | Альбом (англ.) на сайте AllMusic |
| Bad Brains                    | Bad Brains                                      | 1982           | Панк-рок                         | Reachout International Records | Альбом (англ.) на сайте AllMusic |
| Mission of Burma              | Vs.                                             | 1982           | Панк-рок, постпанк               | Ace of Hearts Records          | Альбом (англ.) на сайте AllMusic |
| Flipper                       | Generic                                         | 1982           | Панк-рок, нойз-рок               | Subterranean Records           | Альбом (англ.) на сайте AllMusic |
| Discharge                     | Hear Nothing See Nothing Say Nothing            | 1982           | Хардкор-панк, ди-бит             | Clay Records                   | Альбом (англ.) на сайте AllMusic |
| Minutemen                     | Double Nickels on the Dime                      | 1984           | Постпанк, хардкор-панк           | SST Records                    | Альбом (англ.) на сайте AllMusic |
| Hüsker Dü                     | Zen Arcade                                      | 1984           | Хардкор-панк, альтернативный рок | SST Records                    | Альбом (англ.) на сайте AllMusic |
| Hüsker Dü                     | New Day Rising                                  | 1985           | Постхардкор                      | SST Records                    | Альбом (англ.) на сайте AllMusic |
| Pere Ubu                      | Terminal Tower                                  | 1985           | Панк-рок, арт-панк               | Rough Trade Records            | Альбом (англ.) на сайте AllMusic |
| Sonic Youth                   | EVOL                                            | 1986           | Альтернативный рок               | SST Records                    | Альбом (англ.) на сайте AllMusic |
| Bad Religion                  | Suffer                                          | 1988           | Панк-рок                         | Epitaph Records                | Альбом (англ.) на сайте AllMusic |
| Minor Threat                  | Complete Discography                            | 1989           | Хардкор-панк                     | Dischord Records               | Альбом (англ.) на сайте AllMusic |
| Fugazi                        | 13 Songs                                        | 1989           | Постхардкор, арт-панк            | Dischord Records               | Альбом (англ.) на сайте AllMusic |
| Nirvana                       | Nevermind                                       | 1991           | Альтернативный рок, гранж        | DGC Records                    | Альбом (англ.) на сайте AllMusic |
| Green Day                     | Dookie                                          | 1994           | Поп-панк, панк-рок               | Reprise Records                | Альбом (англ.) на сайте AllMusic |
| The Offspring                 | Smash                                           | 1994           | Поп-панк, панк-рок               | Epitaph Records                | Альбом (англ.) на сайте AllMusic |
| Rancid                        | ...And Out Come the Wolves                      | 1995           | Панк-рок, ска-панк               | Epitaph Records                | Альбом (англ.) на сайте AllMusic |
| Weezer                        | Pinkerton                                       | 1996           | Эмо, поп-панк, альт-рок          | DGC Records                    | Альбом (англ.) на сайте AllMusic |
| Sleater-Kinney                | Dig Me Out                                      | 1997           | Панк-рок, квиркор                | Kill Rock Stars                | Альбом (англ.) на сайте AllMusic |
| Bikini Kill                   | The Singles                                     | 1998           | Riot grrrl, панк-рок             | Kill Rock Stars                | Альбом (англ.) на сайте AllMusic |
| Refused                       | The Shape of Punk To Come                       | 1998           | Хардкор-панк, постхардкор        | Burning Heart Records          | Альбом (англ.) на сайте AllMusic |
| Blink-182                     | Enema of the State                              | 1999           | Поп-панк, панк-рок               | MCA Records                    | Альбом (англ.) на сайте AllMusic |
| Yeah Yeah Yeahs               | Fever to Tell                                   | 2003           | Постпанк-ривайвл                 | Interscope Records             | Альбом (англ.) на сайте AllMusic |
| LCD Soundsystem               | Sound of Silver                                 | 2007           | Электроклэш                      | Capitol Records                | Альбом (англ.) на сайте AllMusic |

## Комментарии
1. ↑  Тем не менее в фильме «25 лет панка» Патти Смит заявляла, что панков и хиппи объединяет общий настрой против истеблишмента.
2. ↑  К виртуозным музыкантам в панк среде часто относились с подозрением и даже пренебрежением.
3. ↑  Также встречались примеры использования вокалистами техники гроулинга, это было более частым явлением на ранней панк-сцене. Публицист Дэйв Лэнг описывал такой голос эпитетом «заносчивый рык».
4. ↑  Панк-исполнители были приверженцами концертного звучания, схожесть с «живыми» записями считалась своеобразной аутентичностью для панк-музыки.
5. ↑  Элементы, популярные в субкультуре американских гризеров 1950-х.
6. ↑  Возможно, первым рок-музыкантом, использующим английские булавки как элемент сценического образа был Джон Мортон[англ.] из американской группы Electric Eels[англ.] — выступавший в куртке, покрытой булавками.
7. ↑  Многие панки носят одежду из секонд-хенда, чтобы подчеркнуть свою антипотребительскую позицию.
8. ↑  Амплуа последней оказало гораздо большее влияние на женскую моду среди поклонниц жанра.
9. ↑  Намекая на название первой группы Попа — The Stooges.
10. ↑  Роберт Кристгау в эссе для газеты Village Voice (октябрь 1971 год) упоминает «панк середины 60-х» как исторический период рок-н-ролла.
11. ↑  В некоторых местах статьи 1971 года «Who Put the Bomp», Бэнгс называет британскую группу The Troggs и подобных ей «панками». В июне 1972 года любительский фэнзин Flash напечатал рейтинг «Punk Top Ten» альбомов 1960-х.
12. ↑  В январе 1973 года в рецензии на альбом Nuggets обозреватель журнала Rolling Stone Грег Шоу написал следующее: «Панк-рок в лучшем случае ближе всего к 1960-м, к оригинальному рокабилли-духу рок-н-ролла». В феврале 1973 года Терри Аткинсон из Los Angeles Times в рецензии на дебютный альбом хард-рок-группы Aerosmith заявил, что он «достигает всего, к чему стремятся все панк-группы, и чего большинству из них [в итоге] недостаёт».
13. ↑  В версии The Kingsmen, риффы «El Loco Cha-Cha» были сведены к более простой рок-аранжировке, которая впоследствии стала стилистической моделью для бесчисленного количества гаражных рок-групп.
14. ↑  В мелодии песни Ramones «I Don't Want You» (1978) просматривается существенное влияние музыки The Kinks.
15. ↑  Впоследствии, в начале 1970-х, некоторые критики использовали термин «панк-рок» для обозначения гаражных групп 1960-х годов, а также коллективов, которые считались преемниками их традиций, например The Stooges.
16. ↑  В отличие от самих панк-музыкантов, которые были нацелены на разрыв с традициями рок-н-ролла.
17. ↑  В том же году в Лондоне появилась ещё одна паб-рок группа — The 101ers, солистом которой был Джо Страммер — исполнитель, которого называют связующим звеном между паб-роком и панк-роком.
18. ↑  Предположительно, 1974 или 1975 год.
19. ↑  Однако звучание бостонских групп сохранило индивидуальные черты, в большей степени ориентированные на гаражный рок.
20. ↑  Группы D.O.A. и The Subhumans были образованы бывшими музыкантами The Skulls[англ.].
21. ↑  Во время гастролей по Британии 1976 и 1977 годов Сандерс играл центральную роль в популяризации героина среди местной панковской субкультуры.
22. ↑  Один из ярких примеров — композиция группы Dead Kennedys «Holiday in Cambodia».
23. ↑  Издатель и идейный вдохновитель компиляции — Бушелл, заявлял, что он был не в курсе этого факта.
24. ↑  Таких, как NOFX, чьи риффы в духе скейт-панка были вдохновлены влиянием третьей волны ска-музыки.
25. ↑  В Британии эквивалентом этого термина был «инди».
26. ↑  Но имеющие с ним мало общего в музыкальном плане.
27. ↑  Аденоидальный вокал — намёк рецензента на то, что вокалист Том Делонг поёт «в нос».
28. ↑  Лидер группы — Юрий Клинских взял себе псевдоним «Хой», который музыкант часто произносил во время выступлений, а также использовал в своём творчестве. По словам Клинских, слово «Хой» он начал употреблять в обиходе после длительного прослушивания музыки группы «Гражданская оборона».